# 大坂城
大坂城または大阪城（おおさかじょう）は、現在の大阪府大阪市中央区大阪城（上町台地の先端、摂津国東成郡生玉荘大坂）にあった、安土桃山時代に築かれ、江戸時代に再築された日本の城。別称は錦城（きんじょう、金城とも表記）。
「大阪城跡」として国の特別史跡に指定されている。なお、城址を含む一帯は大阪城公園（おおさかじょうこうえん）として整備されている。1931年に復興された天守は博物館「大阪城天守閣」となっている。

## 概要

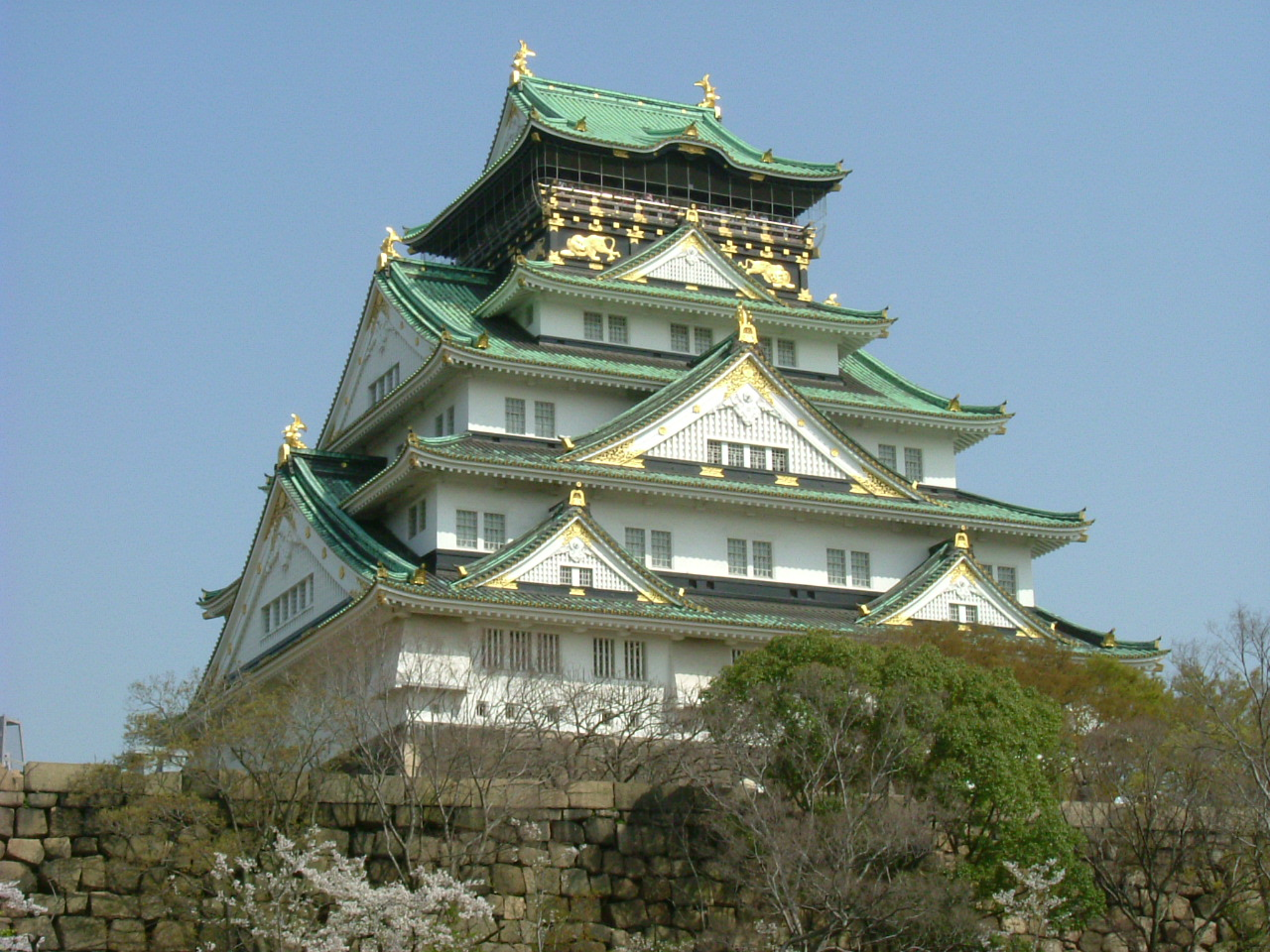
復興天守

大坂城は、大坂本願寺（石山本願寺）を前身とし、豊臣秀吉による築城から、大坂の陣、徳川による再建、明治期の陸軍拠点、昭和期の市民による天守復興など、数多の歴史を歩んできた。現代では多くの観光客を迎え入れ、2019年のG20大阪サミットの際には、各国首脳が大坂城を背景に記念撮影をするなど、今も歴史の中を歩んでいる。 
地元大阪市民からは、「太閤はんのお城」と親しみを込めて呼ばれることもある。なお、1583年（天正11年）から1598年（慶長3年）にかけて豊臣秀吉が築いた大坂城（豊臣大坂城）の遺構は、現在多くが埋没しており、地表に見ることのできる大坂城の遺構は、1620年（元和6年）から1629年（寛永6年）にかけて徳川秀忠が大規模な修築を施した大坂城（徳川大坂城）の遺構である。ただし、徳川大坂城本丸の地中に埋没している豊臣大坂城詰ノ丸の石垣については、2025年（令和7年）4月1日に開館した「豊臣石垣館」の地下展示室で見ることができるようになった。
文献等にもよるが、日本三名城の一つに数えられる（他の二つは名古屋城、姫路城、熊本城の内から挙げられる場合が多い）。
天守は1931年（昭和6年）に鉄骨鉄筋コンクリート (SRC) 構造で、徳川時代に再建された天守台石垣の上に資料の乏しい豊臣時代の天守閣を想像し大坂夏の陣図屏風絵などを参考に模擬復興された創作物であるが、1997年（平成9年）に国の登録有形文化財となり、博物館「大阪城天守閣」として営業している。
江戸時代初期から後期にかけて建てられた櫓や門、蔵など建物13棟および内堀と外堀が現存し、城跡は710,000平方メートルの範囲が国の特別史跡に指定されている。戊辰戦争中の1868年2月2日（慶応4年1月9日）に焼失した本丸御殿、三重櫓11基、二重櫓8基等および太平洋戦争中の1945年（昭和20年）8月14日に焼失した三重櫓1基、二重櫓3基等を木造復元する予定はない。
「おおさかじょう」の表記は、近代以降「大坂」を「大阪」と表記するように改まったため、現在は「大阪城」と表記することが多い。なお「大阪城」は大阪市の町名にもなっている。

## 歴史・沿革

### 前史
上町台地の先端であるこの地のすぐ北の台地下は淀川の本流が流れる天然の要害であり、またこの淀川を上ると渡辺津から京都に繋がる交通の要衝でもあった。元々この辺りは1098年の難波古地図に描かれてるように、熊野一之王子(現在は天王寺区)、天王寺、高津宮(現在は中央区)、東高津宮(元高津)(現在は天王寺区)、生国魂神社(現在は天王寺区)、坐摩神社(現在は中央区)、難波宮(現在も同じ位置)などがあった地であり古墳時代の古墳もあったと言われている。
戦国時代末期から安土桃山時代初期には石山本願寺があったが、1580年（天正8年）に石山合戦の講和直後に火災焼失した。この石山（大坂）の地は、西日本を押さえるにも優れていたため、『信長公記』によると織田信長はこの立地を高く評価し、跡地にさらに大きな城を築く予定であった。
石山合戦終結後は、丹羽長秀と津田信澄が同地を守備した。一時的な野戦的布陣ではなく、「千貫矢倉」などの建物もあった（『細川忠興軍功記』）ことから、一軍が長期駐屯できるほどの設備が構築されていたと推測される。
本能寺の変の発生後、大坂にいた信澄は、織田信孝、長秀らに討たれた。1582年（天正10年）6月の山崎の戦い後は、池田恒興が大坂に入った。1583年（天正11年）3月の賤ヶ岳の合戦で羽柴秀吉が勝利を収めた後、同年6月、恒興を美濃国へ移し、秀吉が大坂を得ることになった。
この移封について、フロイスは「此事は実に彼（恒興）の望に反して行はれたるものなり」と記述している（『日本耶蘇会年報』）。一方、秀吉は、天正11年11月5日付の手紙で、「大坂の事、五畿内の廉目能き所に候の間、居城相定」めたと述べている。大坂入城直後の天正11年7月には茶会が催され、千宗易、津田宗及、今井宗久、松井友閑、荒木道薫、山上宗二らが集められた。

### 安土桃山時代

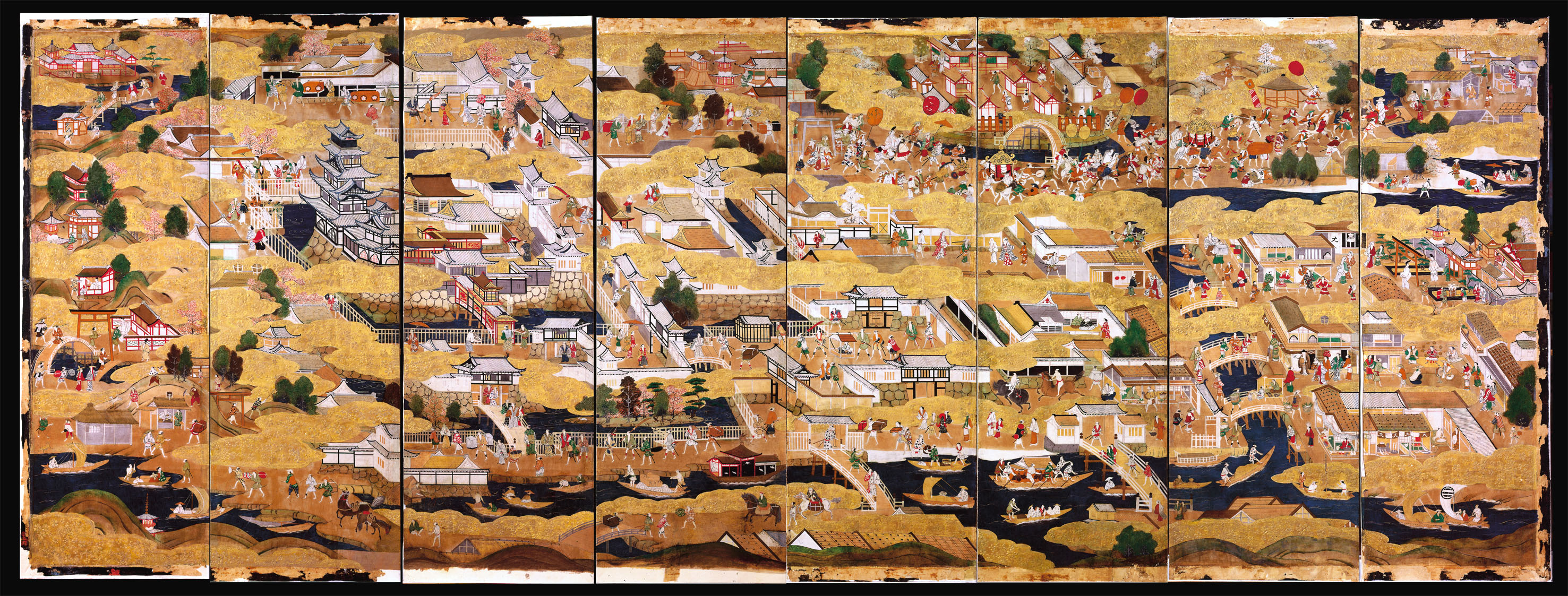
豊臣期大坂図屏風に描かれた大坂城と城下の賑わい

1583年（天正11年）から羽柴（豊臣）秀吉によって築城が開始され、羽柴家（豊臣氏）の本拠地となった。
同年、秀吉は、加藤清正、片桐且元、細川忠興を採石奉行として小豆島へ派遣した（後年、豊臣秀頼は、同城修理のため、慶長4年（1599年）、黒田孝高を同島に派遣している）。
豊臣大坂城普請は四期に区分され、第一期（天正11年から13年）に本丸を、第二期（天正14年から16年）に二の丸を、第三期（文禄3年（1594年）から5年）に総構（三の丸）を、第四期（慶長3年（1598年））に馬出曲輪と大名屋敷を整備した。
文禄・慶長の役間の文禄5年（1596年）に行われた和議交渉に際して、明使饗応のため本丸御殿は大改修が行わた。本丸南の表御殿には「千畳敷」と称される大規模な殿舎が、またこれまで別個の御殿だった表御殿と詰の丸の奥御殿を繋ぐ「千畳敷の大廊下」も建てられた。これらの建築は慶長伏見地震で倒壊したとも言われたが、実際にはその後も存続している。また慶長9年には秀頼が「二階作の千畳敷」を新造したとあるが、これが殿舎を指すのか廊下を指すのかは不明である。なお表御殿のある本丸南側と奥御殿のある詰の丸との地表差は3メートル以上ある。何れにしろ「千畳敷」「千畳敷の大廊下」も大坂の陣まで残り、『大坂冬の陣図屏風』『大坂夏の陣図屏風』双方に描かれている。
一般には大坂城が豊臣政権の本拠地と解されるが、実際には1585年（天正13年）には秀吉は関白に任ぜられ、翌1586年（天正14年）には関白としての政庁・居館として京都に聚楽第を建設して1587年（天正15年）の九州征伐からの帰還後はここに移り住み、更に関白を退いた後は京都の南郊に伏見城を築城して死ぬまで伏見において政務を執った。ただし諸大名による年賀の挨拶は、基本的に大坂城で受けていた。

### 江戸時代

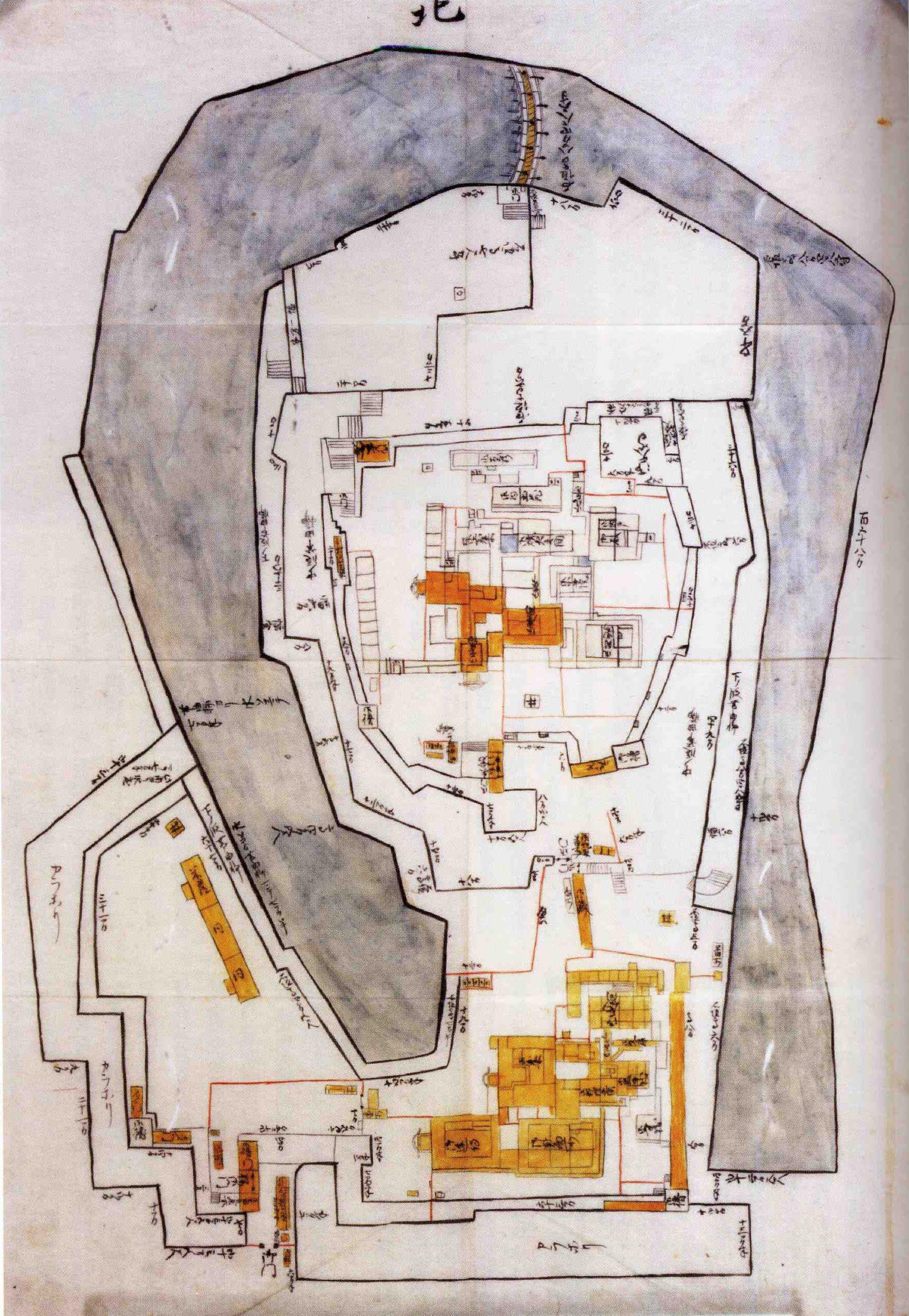
『本丸図』 豊臣大坂城本丸の縄張りを描いたものとされる。
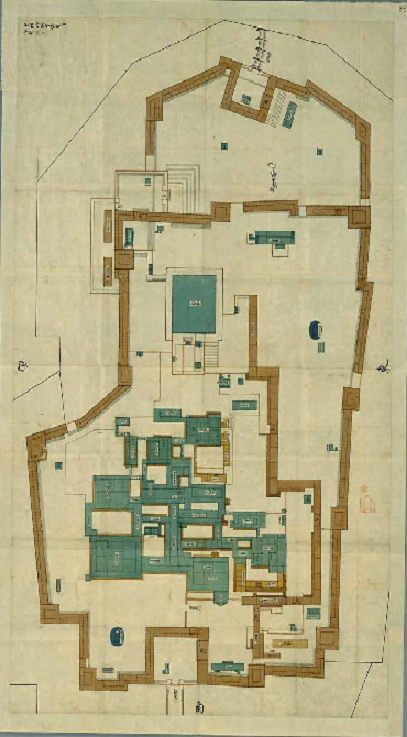
『大坂御城御本丸并御殿繪圖』（江戸時代前期）
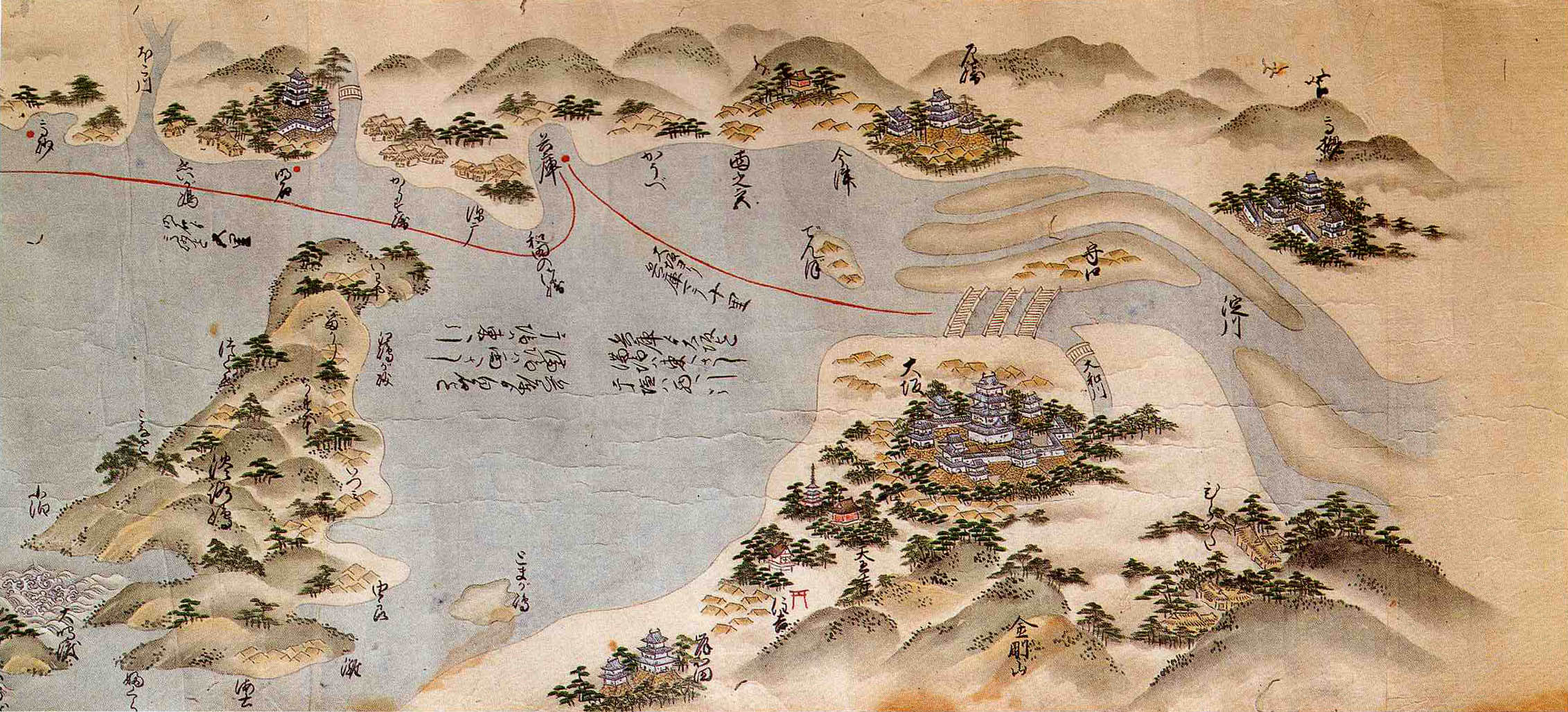
航路図（本絵図の中央部に大坂城が描かれている）／神戸市立博物館蔵
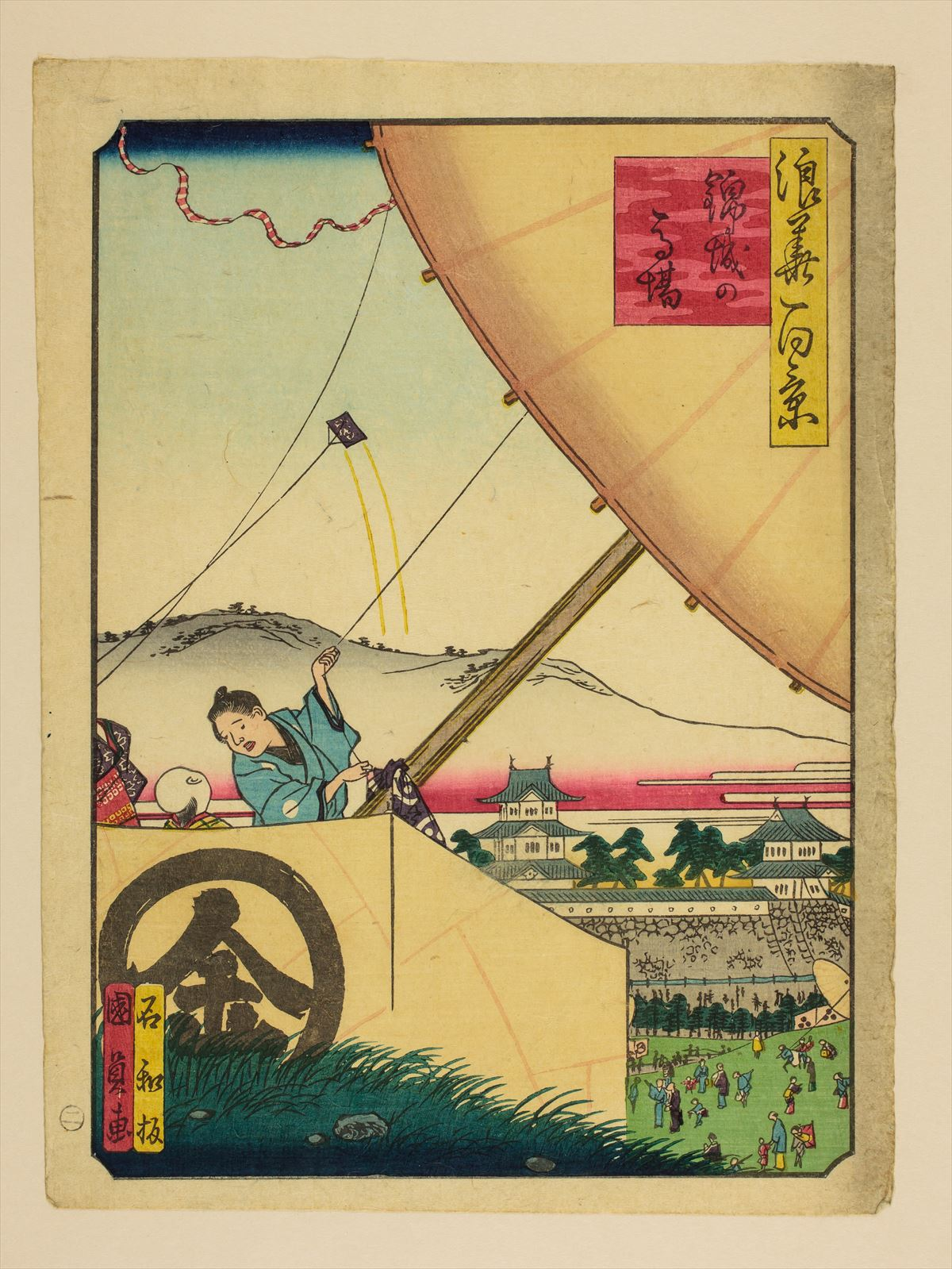
城の西に広がる芝生。『錦城の馬場』 (浪花百景)

1598年（慶長3年）に豊臣秀吉が死去、1600年（慶長5年）の関ヶ原の戦いで石田三成方の西軍が敗れた結果、徳川家康によって東軍への恩賞という形でその所領が分配されたため、220万石の大大名から摂河泉65万7千400石の一大名に転落した豊臣氏であったが、遺児の豊臣秀頼は依然として豪華絢爛たる大坂城を居城としていた。しかし、1614年（慶長19年）に勃発した大坂冬の陣において、講和条件として大坂城は惣構・三の丸・二の丸の破却が取り決められ、大坂城は内堀と本丸のみを残す裸城にされてしまう。秀頼は堀の再建を試みたために講和条件破棄とみなされ、冬の陣から4か月後の1615年（慶長20年）、大坂夏の陣で大坂城はついに落城し、豊臣氏は滅亡した。
落城後の大坂城は、初め家康の外孫・松平忠明に与えられた（10万石）（大坂藩）。忠明に課せられた任務は大坂の町の復興であり、城そのものにはあまり手が加えられることはなかった。1619年（元和5年）7月、忠明は大和国郡山藩12万石へ移封となり、大坂は幕府直轄領となる。
翌1620年（元和6年）から2代将軍徳川秀忠によって、豊臣色を払拭する大坂城再築工事が開始された。大坂城再築工事は主に西国大名を中心に1620年（元和6年）からの第一期工事では47大名を動員して西の丸、二の丸北部・東部、三の丸、1624年（元和10年）からの第二期工事で58大名を動員して本丸一帯を、1628年（寛永5年）からの第三期工事では57大名が動員されて二の丸南部、と実に3期足かけ9年にわたる普請によって1629年（寛永6年）に完成した。
幕府直轄の城である徳川大坂城の城主は徳川将軍家の歴代将軍自身であり、譜代大名から選ばれる大坂城代が預かり、近畿地方、および西日本支配の拠点となった。他に大坂城代を補佐する定番2名（京橋口定番・玉造口定番）も譜代大名から選ばれ、旗本で編制された幕府の常備軍である大番2組（東大番・西大番）に加勢する加番4名（山里加番・中小屋加番・青屋口加番・雁木坂加番）が大名から選ばれた。なお、大番と加番は1年交代制だった。城代は江戸時代を通じて70代の就任をみている。本来の城主である将軍は家光、家茂、慶喜の3名のみ大坂城に入城している。このうち在城期間が最も長いのは家茂で、大坂城にて生涯を閉じた唯一人の将軍である。
江戸時代には三度の落雷による損傷と修復を繰り返した。一度目は1660年7月25日（万治3年6月18日）、城内青屋門近くにあった土蔵造りの焔硝蔵（火薬庫）に落雷して大爆発が起き、貯蔵中の2万1985貫600匁（約82.4t）の黒色火薬のほかに、鉛弾43万1079発、火縄3万6640本が焼失した。爆発の威力はすさまじく、城内では29人が死亡、およそ130人が負傷した。天守や御殿、櫓、橋など、多数の建造物が損壊。城外でも3人が死亡、家屋1481戸が倒壊し、多数の家屋の屋根が破損した。また、青屋門の扉が城から約14km離れた暗峠まで飛ばされたとの記録（「板倉重矩公常行記」）もある。後に幕府は現存する石造りの焔硝蔵を建造した。二度目は1665年（寛文5年）正月2日で落雷を天守北側の鯱に受けて天守を焼失した。天守は39年と短命だったが、本丸の三重櫓11基は以降200余年にわたり残存した。三度目は1783年（天明3年）10月11日で、大手多聞櫓に落雷が直撃し全焼。幕府の財政難のため再建は1845年（弘化2年）からの町人御用金による総修復まで待つこととなった。
江戸末期、慶応3年12月9日（1868年1月3日）に発せられた王政復古の大号令の後、二条城から追われた前将軍徳川慶喜が大坂城に移り、居城していたが、慶応4年1月3日（1868年1月27日）に始まった鳥羽・伏見の戦いで旧幕府軍の敗北が濃厚になると、同年1月6日（1868年1月30日）夜、慶喜は大坂城を脱出し江戸へ退却した。翌1月7日（1868年1月31日）には徳川慶喜征討大号令が発せられ、大坂城内に群衆が乱入。そして、新政府軍への大坂城の引き渡しが行われた1月9日（1868年2月2日）、本丸御殿の台所より出火し、本丸御殿・本丸の三重櫓11基・桜門・姫門など本丸のすべての門、山里曲輪の東菱櫓・西片菱櫓・山里門・極楽橋、二の丸の四番櫓・五番櫓・七番櫓・太鼓櫓・艮櫓・巽櫓・玉造門など城内の建造物のほとんどを焼失した。

### 近代

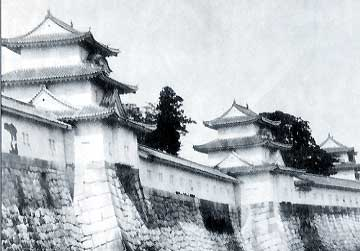
幕末期の本丸東側 1865年 - 1866年の家茂在城中に撮影された。
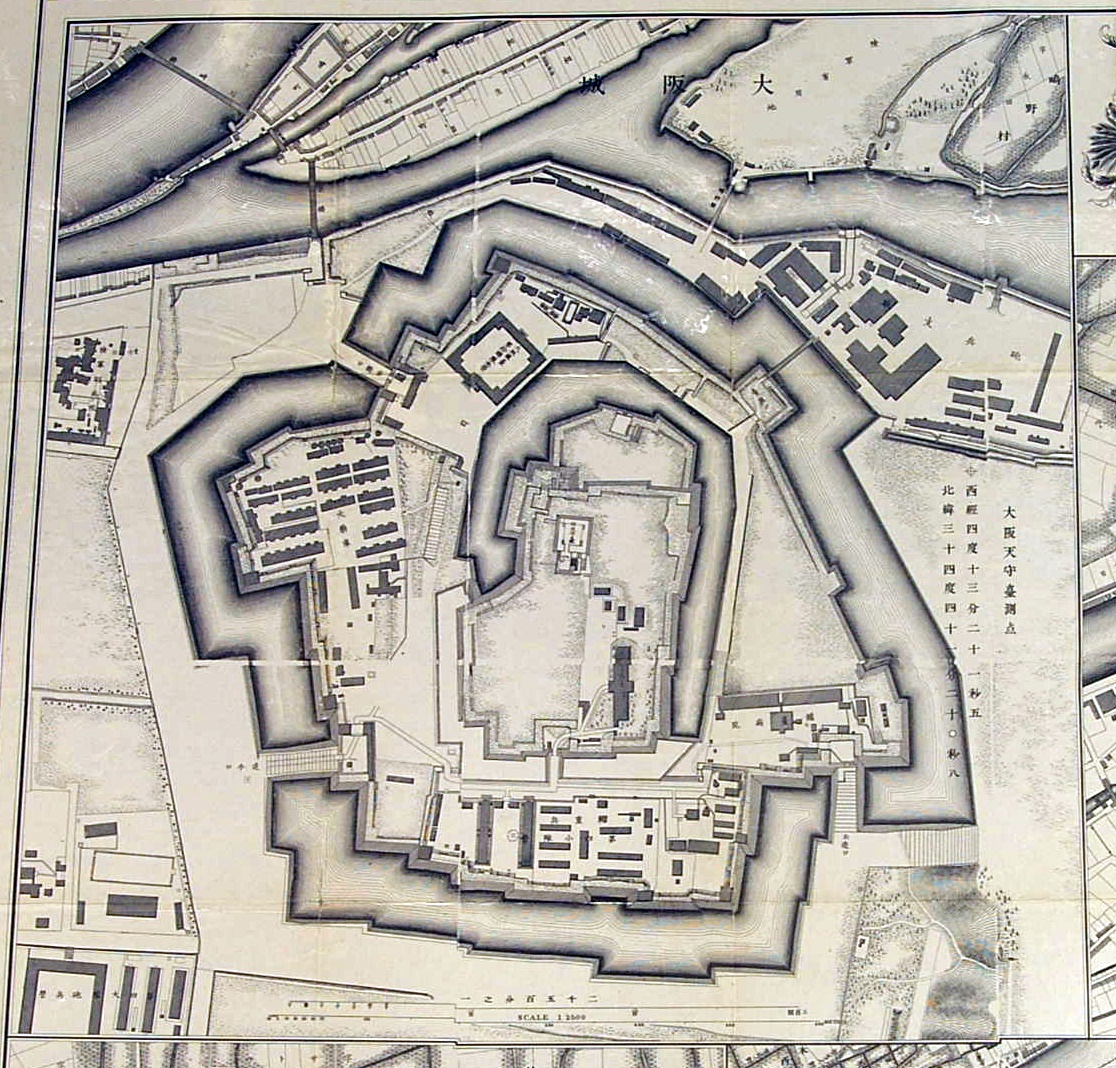
明治20年（内務省発行地図）
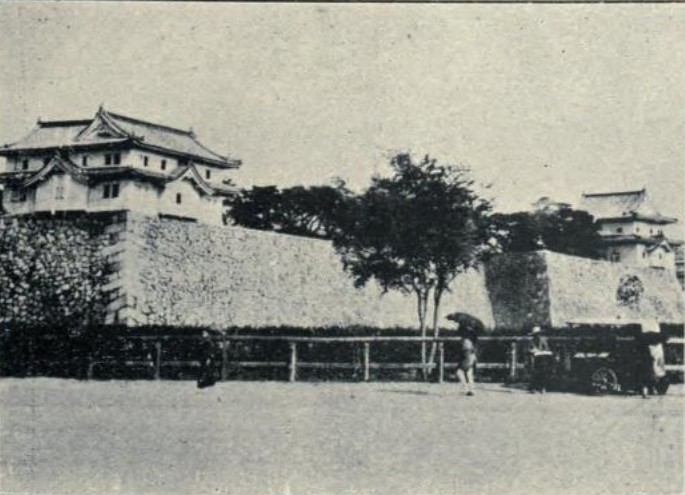
明治期の西の丸北西側
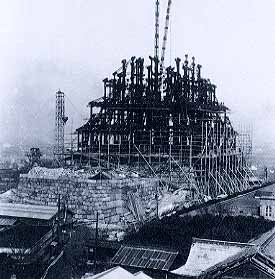
再建工事中の天守閣、1930年

明治新政府は城内の敷地を陸軍用地に転用した。東側の国鉄城東線（現在の大阪環状線）までの広大な敷地には、主に火砲・車両などの重兵器を生産する大阪砲兵工廠（大阪陸軍造兵廠）が設けられ、このため後の太平洋戦争時は米軍の爆撃目標となった。
- 1870年（明治3年）、陸軍は午砲台を設置して報時業務を開始した。
- 1885年（明治18年）、和歌山城二の丸より御殿の一部が移築され、「紀州御殿」と命名される。紀州御殿は、大阪鎮台（後の第4師団）の司令部庁舎として利用された。
- 1887年（明治20年）以前に比定されている大坂並名古屋鎮台写真帖（宮内庁書陵部蔵）には玉造門の高麗門や西の丸の仕切門、複数の番所が写されていることから、これらの建物は戊辰戦争の戦火を免れ、明治初期、少なくとも鎮台が置かれるまでは現存していたことになる。
- 1888年（明治21年）、大阪鎮台によって本丸桜門が復元された。
- 1895年（明治28年）、天守台の東側に大手前配水場が建設され、地中に配水池が設置される。
- 大正時代、城周辺の公園整備計画が持ち上がる[12]。
- 1928年（昭和3年）、当時の大阪市長、關一が天守再建を含む大阪城公園整備事業を提案し昭和天皇の即位記念事業として整備が進められた[13][14]。集められた市民の募金150万円によって陸軍第4師団司令部庁舎[注 4]と復興天守の建設が進められた。天守閣の基本設計は波江悌夫が行い、再建工事は1930年（昭和5年）に始まり、翌年に完成した。この頃まで八角薪蔵や西の丸米蔵が残っていたと考えられる。
- 1931年（昭和6年）、復興天守が博物館「天守閣郷土歴史館」として竣工する。第4師団司令部庁舎竣工。大阪城公園開園。
- 1933年（昭和8年）、紀州御殿を「天臨閣（てんりんかく）」と改称した。
- 1937年（昭和12年）11月3日、陸軍の命令で防諜のため、天守閣内へのカメラの持ち込みを禁止する。
- 1940年（昭和15年）12月、8階の展望台を始めとして各階全ての窓が板で塞がれる。
- 1942年（昭和17年）9月25日、天守への立ち入り、次いで城内への一般人の立ち入りが禁止される。
- 1943年（昭和18年）、天守に中部軍防空情報隊（後、第35航空情報隊、司令部は桜門桝形の西側）が入る。
- 1945年（昭和20年）8月14日、第8回大阪大空襲で大きな被害を受ける。この終戦前日に行われた空襲では大阪城の東側に広がっている大阪砲兵工廠が集中的に狙われ、周辺にも1トン爆弾が多数投下されている。近隣の京橋駅もその巻き添えとなり、避難していた乗客約500人が死亡する大惨事が起きている。大阪城では1868年（慶応4年）の火災で被害を免れていた二番櫓・三番櫓・坤櫓・京橋門・京橋門多聞櫓・伏見櫓が焼失し、青屋門が甚大な被害を受けている。このとき毎日新聞大阪本社屋上から撮影された「天守閣の背景に黒煙が濛々と上がる」光景は、後に「大阪夏の陣」などとも呼ばれた[15]が、天守閣に関しては天守台が損傷したものの破壊を免れた。このほか、一心寺に移築されていた豊臣時代の三の丸玉造門（長屋形式の黒門）も焼失している。

### 現代
終戦後城内の陸軍用地は占領軍に接収された。復興天守は現在も健在であり、大阪の象徴としてそびえ立ち、周囲には大阪城公園が整備されている。
- 1947年（昭和22年）9月、占領軍の失火により紀州御殿を焼失した。
- 1948年（昭和23年）8月25日、接収が解除される。その後は建物の修理が進められ、大阪城公園の再整備も始まり、外堀を含む広域が公園地となった。
- 1949年（昭和24年）、天守内の博物館が再開される。
- 1950年（昭和25年）のジェーン台風によりまたもや大きな損傷を受けた。
- 1953年（昭和28年）から傷んだ櫓や空襲で崩れた石垣などの本格的な補修事業が開始された。併せて学術調査も行われ始めた。3月31日、大坂城跡が国の史跡に指定される。6月11日、大手門、千貫櫓、乾櫓など建造物13棟が重要文化財に指定される。
- 1955年（昭和30年） 6月24日、大坂城跡が国の特別史跡に指定される。
- 1959年（昭和34年）にはボーリング調査の結果、地下約9.3mの位置から石垣と思われる花崗岩が確認され、その地点を中心に3m四方の範囲を掘り下げたところ地下7.3mの位置で高さ4m以上の石垣が発見された。その翌年、発見された豊臣氏の大坂城本丸図との照合により、これが豊臣時代の遺構であることが確認された[16]。本丸内の司令部庁舎の旧施設は一時大阪府警本部の庁舎（後に大阪市立博物館）として使用され、石垣に囲まれた東外堀跡の南端部では拳銃の射撃訓練も行われた（大阪府警射撃場跡は玉造口土橋東側に現存）。大阪陸軍造兵廠跡は、長らく放置され、残された大量の鉄や銅の屑を狙う「アパッチ族」が跳梁し小松左京や開高健の小説の舞台ともなった。
- 1981年（昭和56年）、保存運動や文化庁の調査指示があったにもかかわらず、それらを無視した大阪市が大阪陸軍造兵廠旧本館を取り壊した。
- 1983年（昭和58年）、「大阪築城400年まつり」に合わせ、国鉄大阪環状線に「大阪城公園駅」が新設され、大阪陸軍造兵廠旧本館跡地には大阪城ホールが開館された。弁天島を含む一帯には次々と大企業のビルが建ち並び、「大阪ビジネスパーク」が完成した。
- 1995年（平成7年）12月から1997年（平成9年）3月まで天守には「平成の大改修」が行われた。
- 1997年（平成9年）9月、天守が国の登録有形文化財に登録された。
- 1996年（平成8年）、桜門と太鼓櫓跡石垣が修復され、さらに大阪陸軍造兵廠の敷地拡張のために大正初期、陸軍によって埋められた東外堀が総事業費25億円をかけ3年がかりで復元される（ただし、青屋口の周囲と玉造口の東側は復元されず）。
- 2001年（平成13年）3月31日、大阪市立博物館が閉館し、翌4月1日に大阪歴史博物館が開館する。
- 2006年（平成18年）4月6日、日本100名城（54番）に選定された。
- 2007年（平成19年）、大阪城の不動産登記に関して、建物としては未登記であり、登記上の土地の所有者は旧陸軍省であるということが判明した。実務上は、建物の所有者は大阪市[17]であり、土地は国からの借用であるということになっている[18]。
- 2014年（平成26年）、大阪市は、大阪城公園、大阪城天守閣（博物館）ほかの施設の指定管理者として、大阪城パークマネジメント共同事業体（代表者 株式会社 電通 関西支社（当時））を選定した。指定期間は2015年4月から2035年3月までである[19][20]。重要文化財の『大坂夏の陣図屏風』（通称黒田屏風）は、大阪城天守閣の所蔵品である。
- 2015年（平成27年）9月、多門櫓などが期間限定で公開された[21]。
- 2016年（平成28年）1月から約半年間、多聞櫓・千貫櫓・焔硝蔵を特別公開[22]。
- 2017年（平成29年）9月18日、天守閣の入館者数が1億人を突破した。10月19日、旧大阪市立博物館が改修され、複合施設「MIRAIZA OSAKA-JO（ミライザ大阪城）」として営業を開始する。
- 2019年（令和元年）大坂城 太閤なにわの夢募金実行委員会」が発足。これは2013年3月27日から始まった「大阪城豊臣石垣公開事業」の実現のために結成された。事務局は大阪城パークマネジメント㈱および大阪市経済戦略局観光部観光課の担当をもって構成されパークマネジメント事務所内に置いた。

## 構造

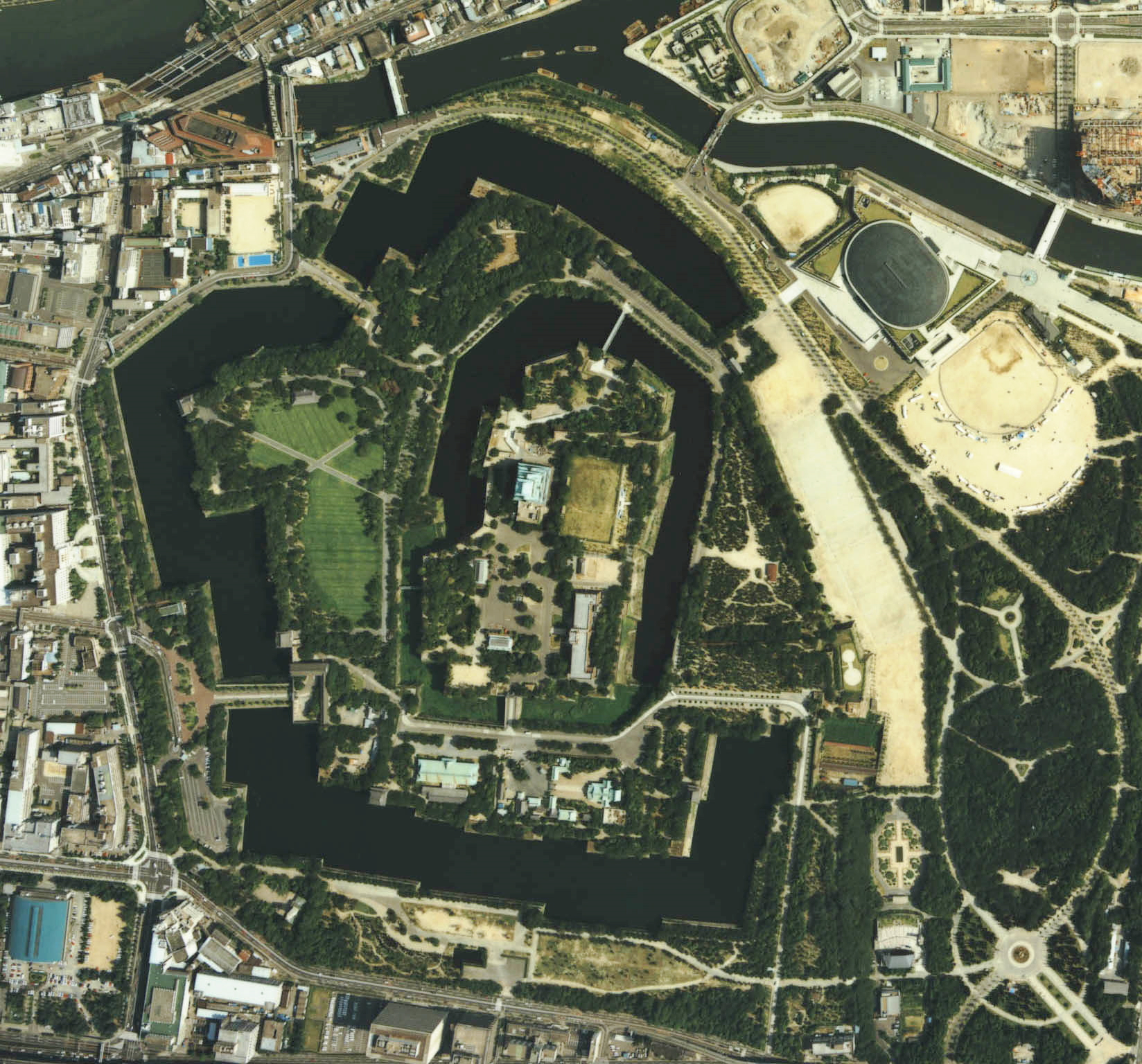
大阪城の空中写真。1985年。上方が北。
主要部のステレオ写真はこちら

台地北端を立地とする大坂城では、北・東・西の3方は台地上にある本丸から見て低地になっている。北の台地下には淀川とその支流が流れており、天然の堀の機能を果たすとともに、城内の堀へと水を引き込むのに利用された。
大坂城は、豊臣氏が築城した当初の城と、その落城後に徳川氏が修築した城とで縄張や構造が変更されている。現在地表から見ることができる縄張は全て、江戸時代のものである。ただし、堀の位置、門の位置などは秀吉時代と基本的に大きな違いはないといわれている。

### 豊臣大坂城
初代築城総奉行、黒田孝高が縄張を担当。輪郭式平城であり、本丸を中心に大規模な郭を同心円状に連ね、間に内堀と外堀を配する。秀吉は孝高に築城に際しての指示、大坂の市街から天守がよく見えるよう天守の位置、街路などを工夫したとも伝えられている。丹羽長秀が築城した安土城の石垣の構築方法を踏襲しており、現在の大阪城の地下7メートルから当時の石垣が発見されている。
本丸の構造は建築に携わった中井正吉の系譜で、江戸幕府の京大工頭である中井家に伝来した指図から窺える。高石垣を築く技術が当時無く帯曲輪等により3段構造となっている。本丸内にある広い曲輪は、北から山里曲輪、最も高い位置を占め天守や奥御殿がある本丸奥の段、一段低く表御殿のある本丸表の段、その西にある出丸状の曲輪で構成された。
二の丸の規模は堀幅や深さを除けば徳川期とあまり差異は無い。ただし各虎口前には屋敷地を兼ねた大型の馬出があり、発掘調査から土塁と障子堀で構成されていた。また『大坂冬の陣図屏風』を見る限り、北側は石垣、南側は土塁、その中間は腰巻石垣で築かれていた。
台地の北端を造成して築城した大坂城の防衛上の弱点は大軍を展開できる台地続きの南側で、西方から南方を囲むように土塁による惣堀がめぐらされ、冬の陣直前には玉造門の南方に真田信繁により半月形の出城・真田丸が構築された。果たして冬の陣は、この方面から攻めかかる徳川方と篭城の豊臣方との間で激戦となった。

#### 竹生島・宝厳寺唐門（豊臣大坂城の唯一の建築遺構）

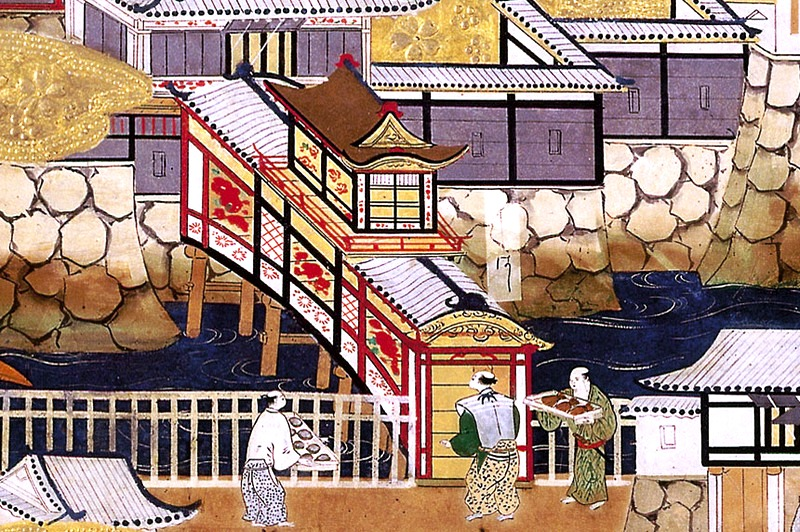
豊臣大坂城の極楽橋（豊臣期大坂図屏風）。橋の両側の板塀や上層の楼閣外壁の彫刻などがルイス・フロイスの描写と合致する。竹生島・宝厳寺唐門として現存する。

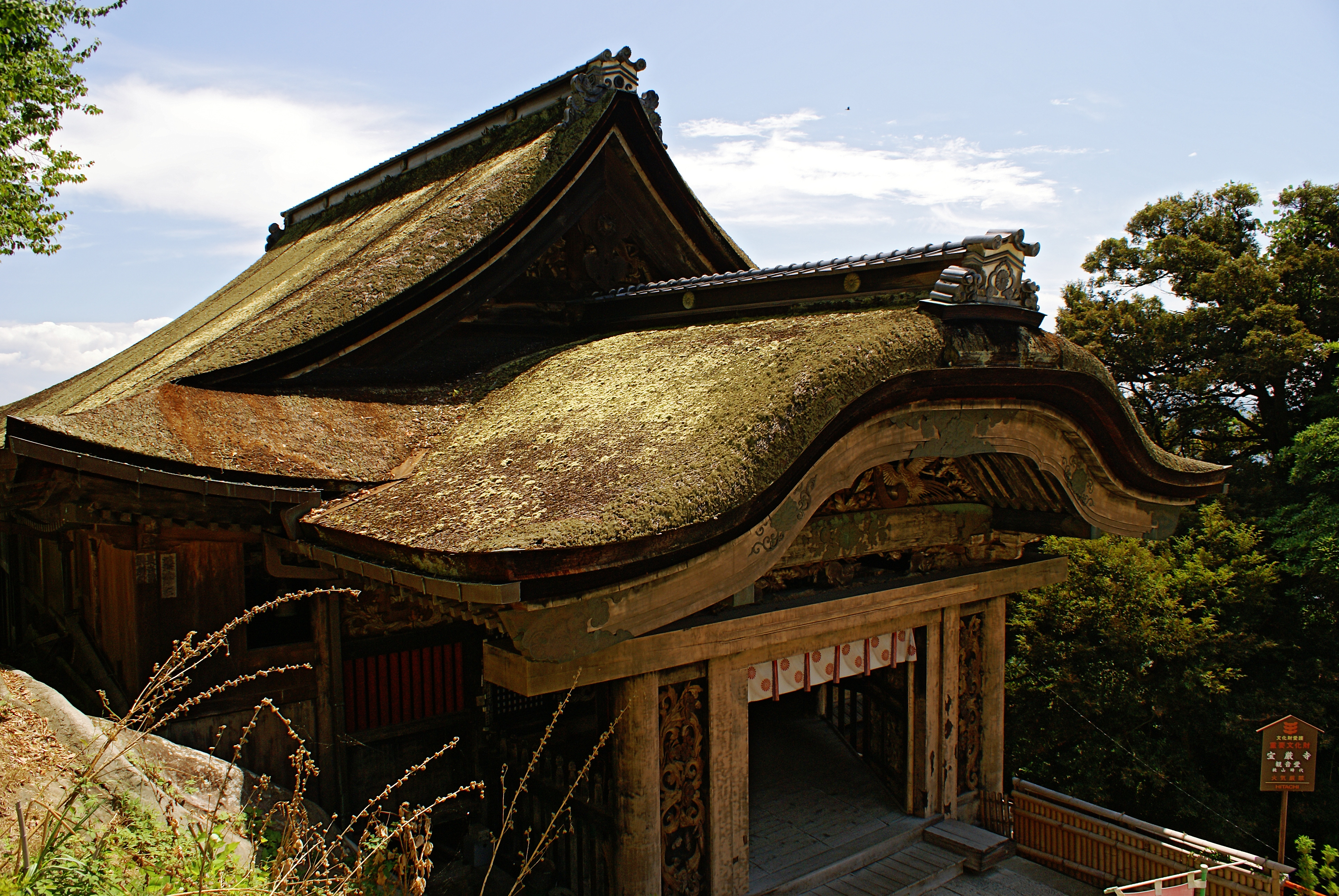
現存する竹生島・宝厳寺唐門（国宝）。

琵琶湖の北部に浮かぶ竹生島に現存する宝厳寺唐門（国宝）は、下記のような由緒を持ち、豊臣大坂城の建築遺構として、現存する唯一のものである。
1. 豊臣大阪城 本丸 大手門の正面、水堀に架けた木橋であった「極楽橋」が、文禄5年／慶長元年（1596年）に楼門形式に改築された（旧 豊臣大坂城 極楽橋楼門）。
2. 関ヶ原の戦い（慶長5年〈1600年〉9月15日）に先立つ慶長5年5月12日、大坂城から極楽橋楼門が撤去され、豊臣秀吉（慶長3年〈1598年〉没）を祀る豊国神社（京都）に、正門として寄進・移築された（旧 豊国神社 正門）。
3. 慶長7年（1602年）、徳川家康（内大臣、豊臣家執政）の意向により、豊国神社から正門が撤去され、竹生島観音（現：宝厳寺）に寄進・移築された（現存する 宝厳寺唐門）。なお、豊国神社には豊臣秀頼が新たな正門を寄進する予定であった。

### 徳川大坂城
徳川氏の大坂城は豊臣氏の大坂城の石垣と堀を破却して、藤堂高虎を総責任者とする天下普請を実行する。全体に高さ約1メートルから10メートルの盛り土をした上により高く石垣を積んだので、豊臣大坂城の遺構は地中に埋もれた。また天守など建物も構造を踏襲せずに独自のものに造り替えることになった。豊臣大坂城は当時においては30年以上前の「古い城」であり、また西国への譜代大名進出に伴い新規築城された明石城・福山城と同じく、朝鮮の役・関ヶ原合戦・大坂の陣の戦訓と天下普請を通じて発達した城郭技術に応じた新たな城が求められた。
足かけ9年、三期にわたる天下普請の結果、城郭の面積は豊臣時代の4分の1の規模に縮小されたものの、最大で幅約90mに達する外堀を巡らせ、天守はその高さも総床面積も豊臣氏のそれを超える規模のものが構築された。三重櫓は本丸に西之一番櫓、南西隅櫓、数寄屋前櫓、御成門之内櫓、埋門向櫓、北之手櫓、糒櫓、月見櫓、馬印櫓、東南隅櫓、南之手櫓、二の丸に伏見櫓と合計12基に及び、その数は江戸城をしのいで日本城郭史上最多となる。本丸と北側の山里曲輪のほぼ全周に多聞櫓を張り巡らした。二重櫓は山里曲輪に東菱櫓、西片菱櫓、二の丸に一番櫓、二番櫓、三番櫓、四番櫓、五番櫓、六番櫓、七番櫓、太鼓櫓、千貫櫓、坤櫓、乾櫓、艮櫓、巽櫓と合計15基に及んだ。石垣の高さは本丸東面において堀底より約32メートルと日本一のものとなった。城門には蛸石をはじめとした巨大な鏡石が置かれた。また放棄された総構も畑や空き地として再建が可能な形で維持されていた。本丸には征夷大将軍が政務を行える様に本丸御殿が置かれ本丸御殿は大広間・白書院・黒書院・銅御殿・台所等からなり、渡り廊下で繋がっていて本丸御殿の障壁画は狩野派によって描かれ特に大広間は豪華絢爛な総金箔張りの障壁画や彫刻欄間や飾金具が有り、銅御殿は征夷大将軍が生活をする場で水墨画の落ち着いた空間であった。本丸御殿の資料には消失前に徳川慶喜が撮影した外観の古写真や「大坂城本丸御殿内部明細写」と呼ばれる詳細な平面図、立面図等が有る。

### 天守
大坂城の天守は天正・寛永・昭和とこれまでに3度造営されている。いずれも外観は異なるが、復興天守は徳川大坂城の天守台を利用している。詳細は以下の通りである。

#### 豊臣大坂城天守

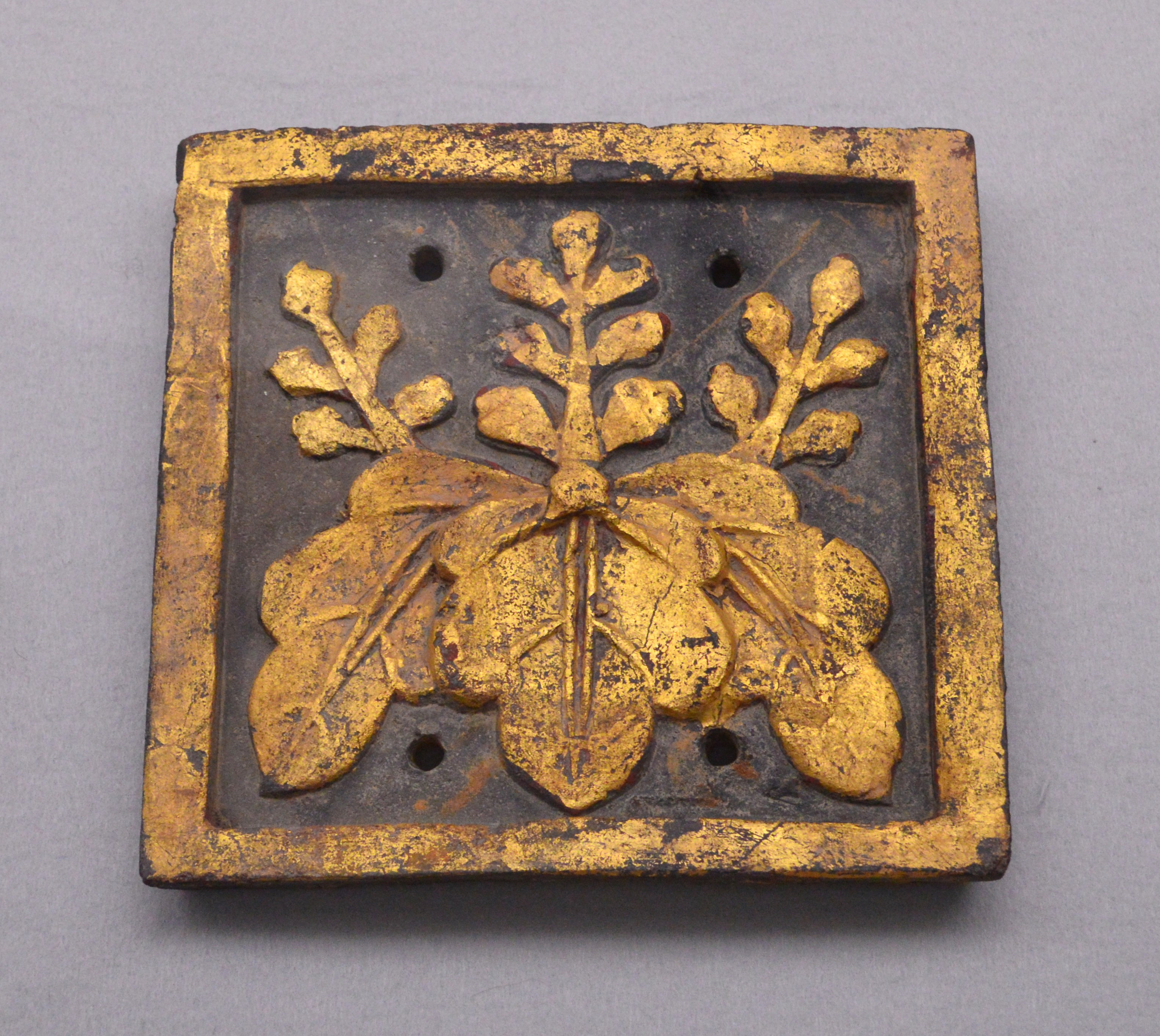
市内出土の金箔押瓦大阪歴史博物館展示。

1585年（天正13年）竣工、1615年（元和元年）落城の際に焼失。天守台・鯱を含む高さは詰の丸地表から約40メートル（現本丸地表から約39メートル）。
豊臣大坂城のものと見られている平面図『本丸図』では、山里曲輪とを隔てる本丸の詰の石垣沿い、本丸の北東隅に描かれている。豊臣大坂城の天守は天守台いっぱいには建てられず、若松城天守のように余地を残して天守曲輪を持っていたと考えられている。天守は、複合式もしくは連結式望楼型5重6階地下2階で、1階の規模は南北11間✕東西12間（柱間：7尺間）あったと考えられており、外観は、黒漆塗りの下見板張りで、漆喰壁部分も灰色の暗色を用いて、金具や、瓦（金箔瓦）などに施された金を目立たせたと考えられている。一説には、壁板に金の彫刻を施していたというものもある。なお、5階には、黄金の茶室があったといわれている。最上階は、30人ほど入ると関白の服に触れるほどであったとルイス・フロイスの『日本史』にある。
天守の復元案には、一番壮大で華やかな『大坂夏の陣図屏風』（黒田屏風）を元に、『大坂冬の陣図屏風』、『大坂城図屏風』などが参考にされている場合が多い。特に大坂夏の陣図と冬の陣図では天守の姿が大きく異なっているため、夏の陣のものは再建または改築されたものであるといい、それに沿った復元案も三浦正幸などから出されている。黒田長政によって作成された黒田屏風の姿に近い宮上茂隆の復元案は、大阪城天守閣内の豊臣大坂城再現模型のモデルになっている。

#### 徳川大坂城天守

徳川大坂城天守（願生寺指図を元にしている。）

1626年（寛永3年）竣工、1665年（寛文5年）落雷により焼失。天守台・鯱を含む高さは58.3メートル。
徳川大坂城の天守は江戸城の本丸・初代慶長度天守の配置関係と同様の配置で建てられたと見られている。天守台は大天守台の南に小天守台を設けているが小天守は造られずに、踊り場のような状態だった。天守へは、本丸御殿からの二階廊下が現在の外接エレベータの位置に架けられていた。
建物は独立式層塔型5重5階地下1階で、慶長度江戸城天守を細身にしたような外観で、白漆喰塗籠の壁面だったとみられている。屋根は慶長度江戸城天守が鉛瓦葺なのに対して、創建当初の名古屋城天守と同様に最上重屋根は銅瓦（銅板で造られた本瓦型の金属瓦）葺で、以下は本瓦葺だったという。
規模は次のようになる（南北✕東西、5階以外の柱間：7尺間）。
- 1階:17間✕15間
- 2階:14間✕12間
- 3階:11.5間✕9.5間（入側縁のみ1.5間）
- 4階:9間✕7間
- 5階:7間✕5間（実際は8間（柱間：6尺1寸間）✕6間（柱間：5尺8寸間））

江戸城天守や名古屋城天守と比較すると、1階規模は江戸城の18間✕16間よりも1間小さくこれは名古屋城も同様である。一方で5階の規模は何れも8間✕6間だが、1・2階が同規模故に逓減率が小さい名古屋城が7尺間なのに対して、順に逓減する大坂城は先述のように柱間を小さくして実現している。
天守の図面は、内閣文庫所蔵の『大坂御城御天守図』（内閣指図）と、大坂願生寺所蔵の『大坂御天守指図』（願生寺指図）がある。それぞれは相違しており、内閣指図の外観は二条城天守とほぼ同じ破風配置で願生寺指図の外観は慶長度江戸城天守と同じ破風の配置である。現在は後者の指図が実際に建てられた天守を反映していると判断されている。このことから江戸城の初代天守の縮小移築との説もある。

#### 復興天守
1931年（昭和6年）11月7日竣工。天守台・鯱を含む高さは54.8メートル。
現在、大坂城（大阪城）を象徴し、大阪市の象徴となっているのが、博物館も兼ねた大阪城天守閣である。
陸軍用地であった旧本丸一帯の公園化計画に伴って1928年（昭和3年）11月に就任した当時の第7代大阪市長の關一によって再建が提唱され、市民の寄付金により1931年（昭和6年）11月7日に竣工した。この市民の寄付には、申し込みが殺到したため、およそ半年で目標額の150万円（建設資金としては現在（2021年時点）のおよそ12、3億円に相当）が集まった。そのうちの25万円は住友財閥総帥住友友成の寄付である。150万円の使い道は天守の再建に47万円、第四師団司令部庁舎の建築に80万円、大阪城のうち本丸などの一部の公園化（北部は大阪砲兵工廠、残りの大半は第四師団の敷地）整備費用に23万円である。
昭和以降、各地で建てられた復興天守の第一号である。（洲本城天守閣（1928年）が先行するが、こちらは模擬天守。）
建物は、徳川大坂城の天守台石垣に新たに鉄筋鉄骨コンクリートで基礎を固めた上に、鉄骨鉄筋コンクリート構造を吊り下げ工法を用いて建てた。5層8階（入口のある1階部分は地下）からなっており、復興天守の中は博物館「大阪城天守閣」となっている。
外観は『大坂夏の陣図屏風』を基に、大阪市土木局建築課の古川重春が設計、意匠は天沼俊一、構造は波江悌夫と片岡安、施工は大林組が担当した。設計の古川は、建築考証のために各地の城郭建築を訪ね、文献などの調査を行って設計に当たっておりその様子は古川の著書『錦城復興記』に記されている。
初層から4層までは徳川時代風に白漆喰壁とした一方、5層目は豊臣時代風に黒く塗られ、鶴（絵図では白鷺）の蒔絵と金箔を押した虎のレリーフがあしらわれている。この折衷に対しては諸々の議論があり、豊臣時代もしくは徳川時代どちらかの形式に統一すべきとの意見もある。最上階高欄下の外壁にあしらわれた虎のレリーフは、狩野山楽の伏虎図をもとに日本画家の竹内栖鳳が下絵を描き、鋳刻家の大國壽郎が原型を製作した。この虎のレリーフは1935年（昭和10年）12月10日に創設された大阪野球倶楽部のチームの愛称「大阪タイガース」（現・阪神タイガース）の由来になったとも言われている。
大阪大空襲やジェーン台風で被災し、1956年（昭和31年）7月から9月にかけて天守閣外装の修理が行われた。ただし、のちの「平成の大改修」のような外観を甦らせるものではなく、むしろこの修理によって外観が変わった。金箔を押した箇所は銅色に塗装され、虎のレリーフの背面も黒色から白色へ変更された。
1995年（平成7年）12月から1997年（平成9年）3月にかけて、壁の塗り直し、傷んだ屋根瓦や錺金具の取り替え、鯱・虎のレリーフ・鬼瓦・軒瓦等の金箔の押し直しを行い、竣工時の外観を甦らせる平成の大改修が行われた。また、阪神・淡路大震災級の揺れにも耐えられるように補強され、身体障害者や高齢者向けにエレベーターが小天守台西側（御殿二階廊下跡）に取り付けられた。施工は大林組。
30年で焼失した豊臣大坂城天守、39年で焼失した徳川大坂城天守に比べて、復興天守は最も長命の天守となっており、1997年（平成9年）9月3日、国の登録有形文化財に登録された。

## 遺構

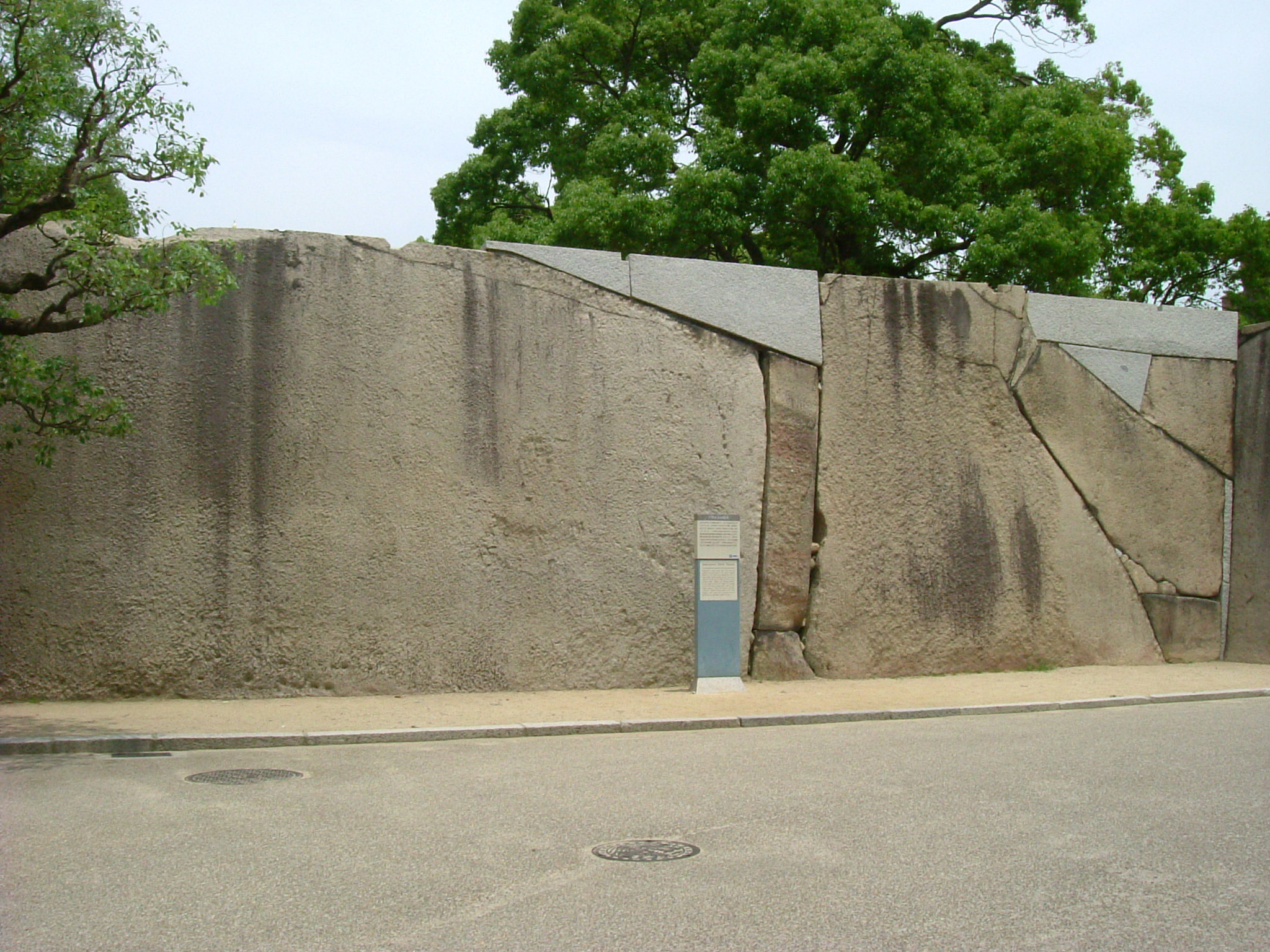
蛸石

現在、城内には、大手門、焔硝蔵、多聞櫓、千貫櫓、乾櫓、一番櫓、六番櫓、金蔵、金明水井戸屋形などの建物遺構が残っており、国の重要文化財に指定されている。また、桜門の高麗門については、明治20年（1887年）に日本陸軍大阪鎮台によって再建されたものであり、国の重要文化財に指定されている。
また、現存する石垣も多くが当時の遺構である。
江戸時代の大坂城は、徳川幕府の三期に渡る天下普請によって再築された。石垣に用いた石は瀬戸内海の島々（小豆島・犬島・北木島など）や兵庫県の六甲山系（遺跡名：徳川大坂城東六甲採石場）の石切丁場から採石された花崗岩である。また遠くは福岡県行橋市沓尾からも採石された。生駒や笠置、加茂など木津川沿いからも採石されており、廃城になった伏見城の石材も再利用されて運ばれた。
石垣石には、大名の所有権を明示するためや作業目的など多様な目的で刻印が打刻されている。高さ5〜6mで最大幅14mに達する巨石が鏡石として数多く使われている。城内最大の巨石は備前国岡山藩藩主・池田忠雄が運んできた本丸桜門枡形にある蛸石で、重量は最大130トンと推定される。
また、城内4番目の巨石である大手見附石と、5番目の巨石である大手二番石は元は一枚岩で分割したものと判明している。大阪市内や小豆島などには石垣に使われず放置された石材があり「残念石」と言われている。運搬時に落ちた石は「落城」に通じ縁起が悪いとされ捨てられた説がある。現存する多くの鏡石はさほど厚みがなく、本来の石垣の表に置かれた化粧石の役目になっている。
徳川氏は大坂城を再建するにあたり、豊臣大坂城の跡を破却して盛り土した上に、縄張を変更して築城したため、現在の大坂城址で見ることができる遺構や二重の堀、石垣は、全て江戸時代の徳川大坂城のものである。大坂の陣で埋め立てられた惣堀を含む豊臣大坂城の遺構は、大阪城公園や周辺のビル・道路の地下に埋没したままで、発掘も部分的にしか行われていない。村川行弘（大阪経済法科大学名誉教授・考古学）らによる昭和中期の大坂城総合調査により、徳川氏本丸の地下から秀吉時代の石垣が見つかっており、現在は普段は一般には開放されていない蓋付きの穴の底に保存されている。
また、2003年（平成15年）には大手前三の丸水堀跡の発掘調査で、堀底からは障壁のある障子堀が検出され、堀の内側の壁にトーチカのような遺構も見つかった。また、この発掘調査によって、堀自体が大坂冬の陣のときに急工事で埋められたことを裏付ける状況証拠が確認されている。豊臣時代の石垣を公開する計画があり、そのための募金活動も2013年（平成25年）から行われ、2025年（令和7年）に「豊臣石垣館」が開館した。

## 城内の主な巨石
| 順位 | 位置       | 石名         | 推定重量  | 推定石の産地         | 担当大名       |
| ---- | ---------- | ------------ | --------- | -------------------- | -------------- |
| 1    | 桜門枡形   | 蛸石         | 約130トン | 備前国犬島           | 岡山藩池田忠雄 |
| 2    | 京橋門枡形 | 肥後石       | 約120トン | 讃岐国小豆島         | 岡山藩池田忠雄 |
| 3    | 桜門枡形   | 振袖石       | 約120トン | 備前国犬島           | 岡山藩池田忠雄 |
| 4    | 大手門枡形 | 大手見付石   | 約108トン | 讃岐国小豆島         | 熊本藩加藤忠広 |
| 5    | 大手門枡形 | 大手二番石   | 約85トン  | 讃岐国小豆島         | 熊本藩加藤忠広 |
| 6    | 桜門枡形   | 碁盤石       | 約82トン  | 備前国沖ノ島か北木島 | 岡山藩池田忠雄 |
| 7    | 京橋門枡形 | 京橋口二番石 | 約81トン  | 讃岐国小豆島         | 岡山藩池田忠雄 |
| 8    | 大手門枡形 | 大手三番石   | 約80トン  | 讃岐国小豆島         | 熊本藩加藤忠広 |
| 9    | 桜門枡形   | 桜門四番石   | 約60トン  | 備前国犬島か前島     | 岡山藩池田忠雄 |
| 10   | 桜門枡形   | 竜石         | 約52トン  | 備前国沖ノ島         | 岡山藩池田忠雄 |
| 11   | 桜門枡形   | 虎石         | 約40トン  | 備前国沖ノ島         | 岡山藩池田忠雄 |

重要文化財建造物の画像

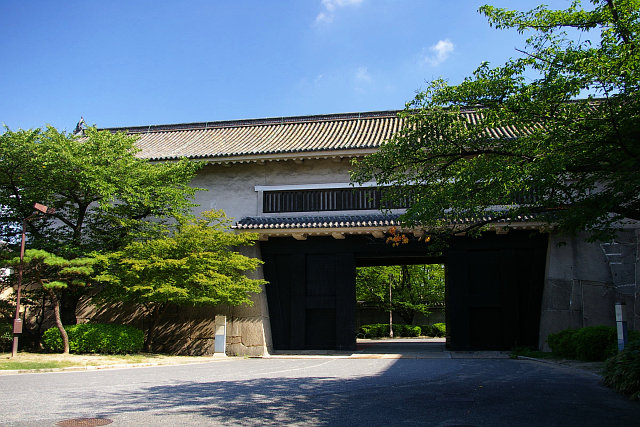
多聞櫓
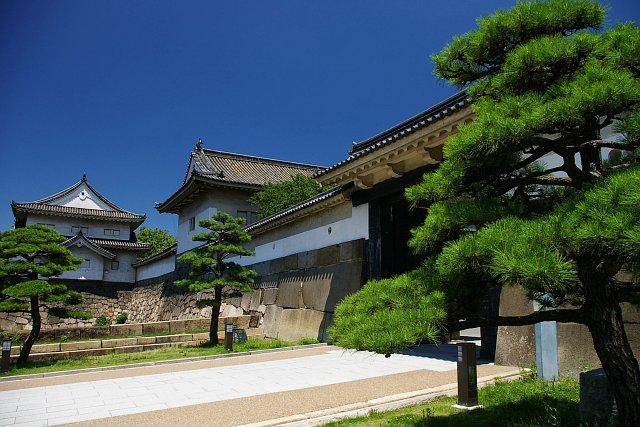
手前から大手門、大手門北方土塀、多聞櫓、千貫櫓
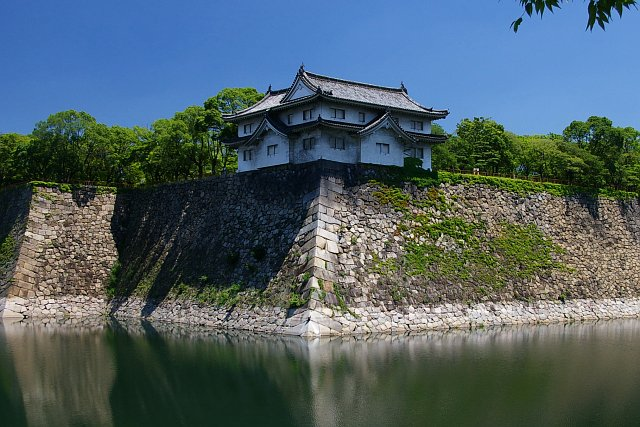
乾櫓
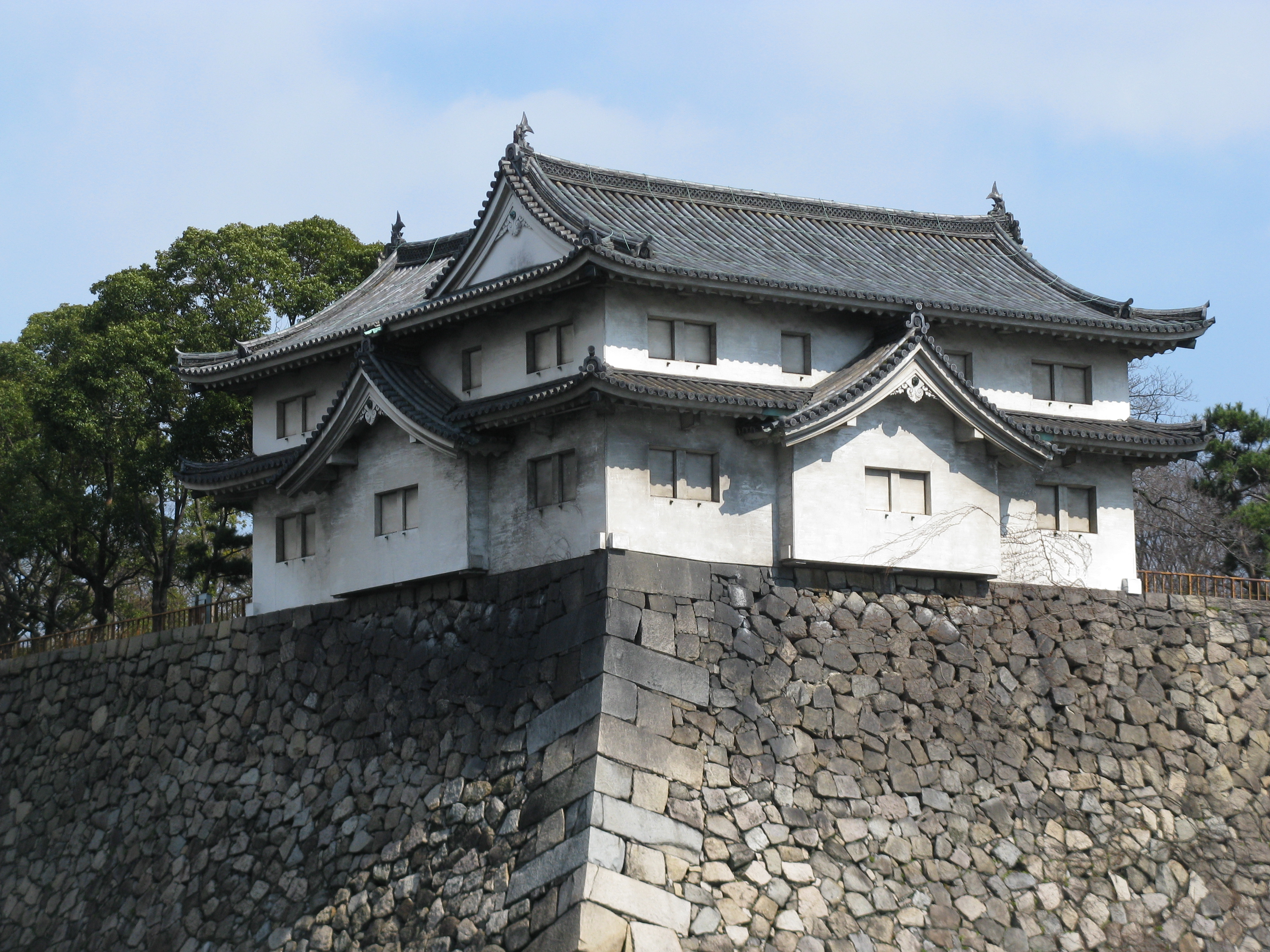
乾櫓
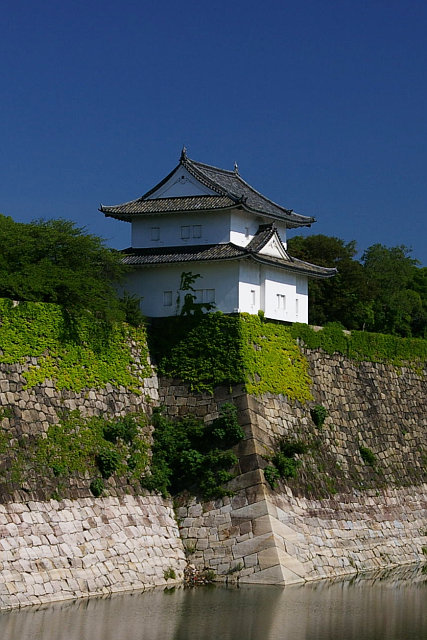
一番櫓
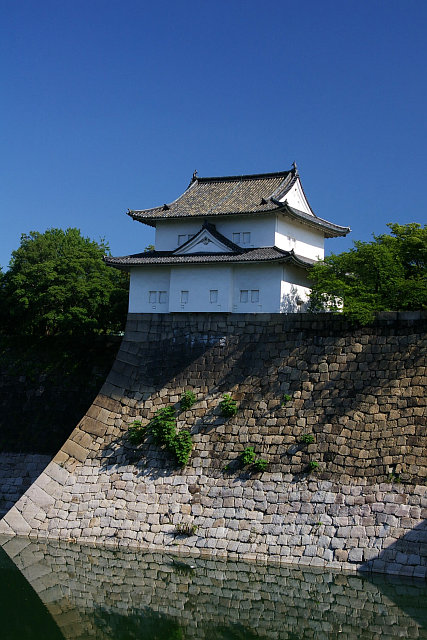
六番櫓
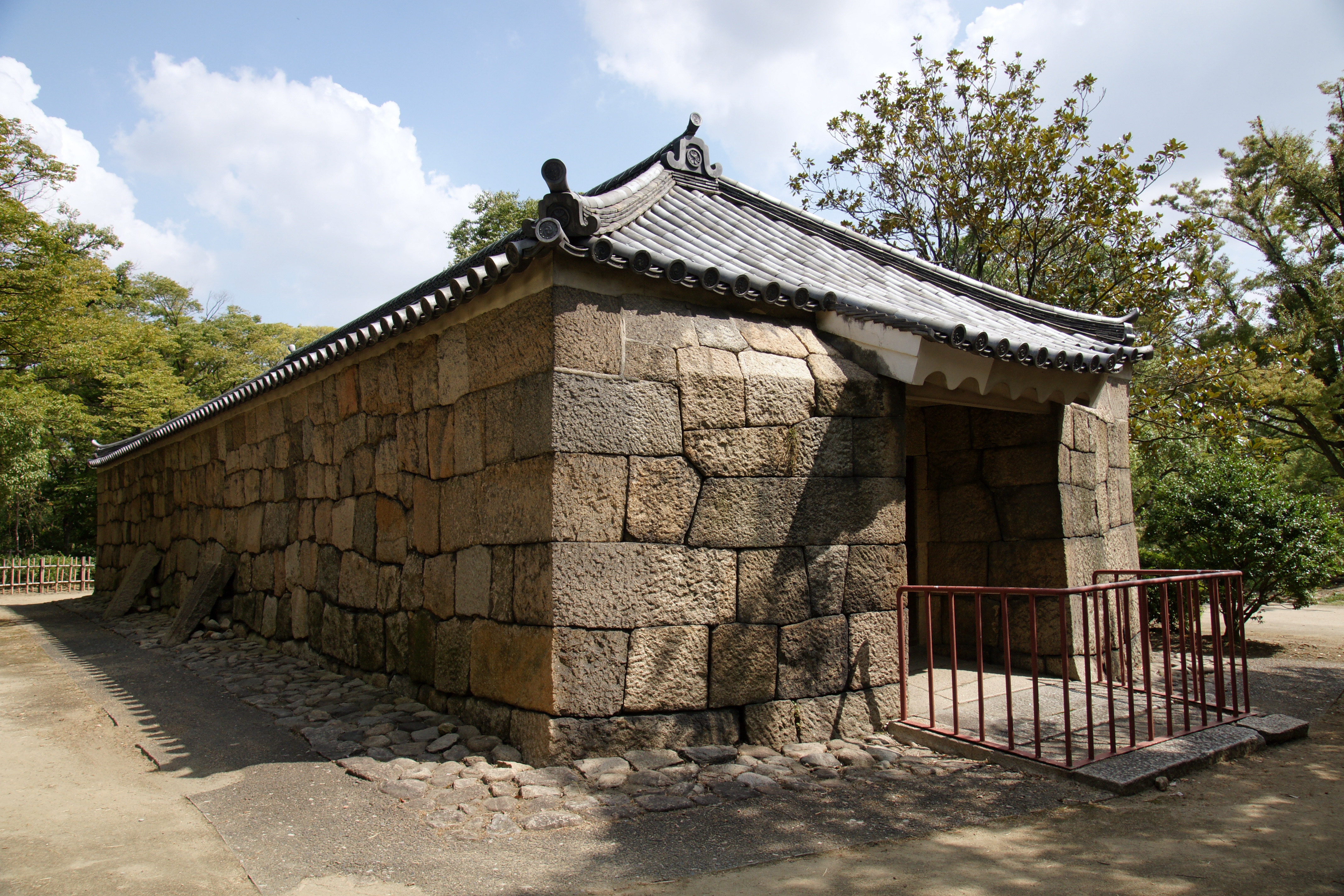
焔硝蔵
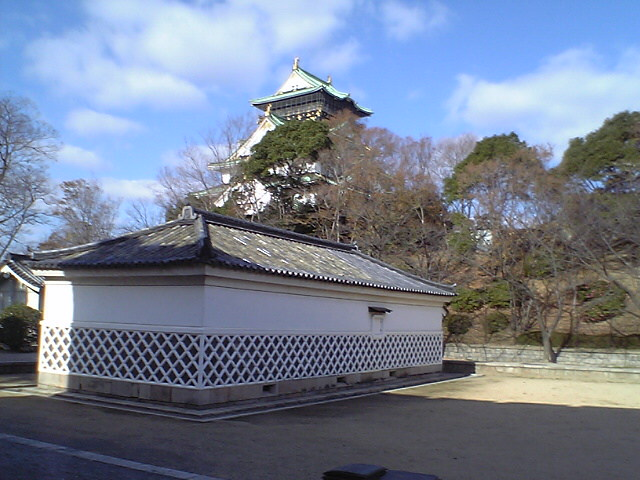
金蔵
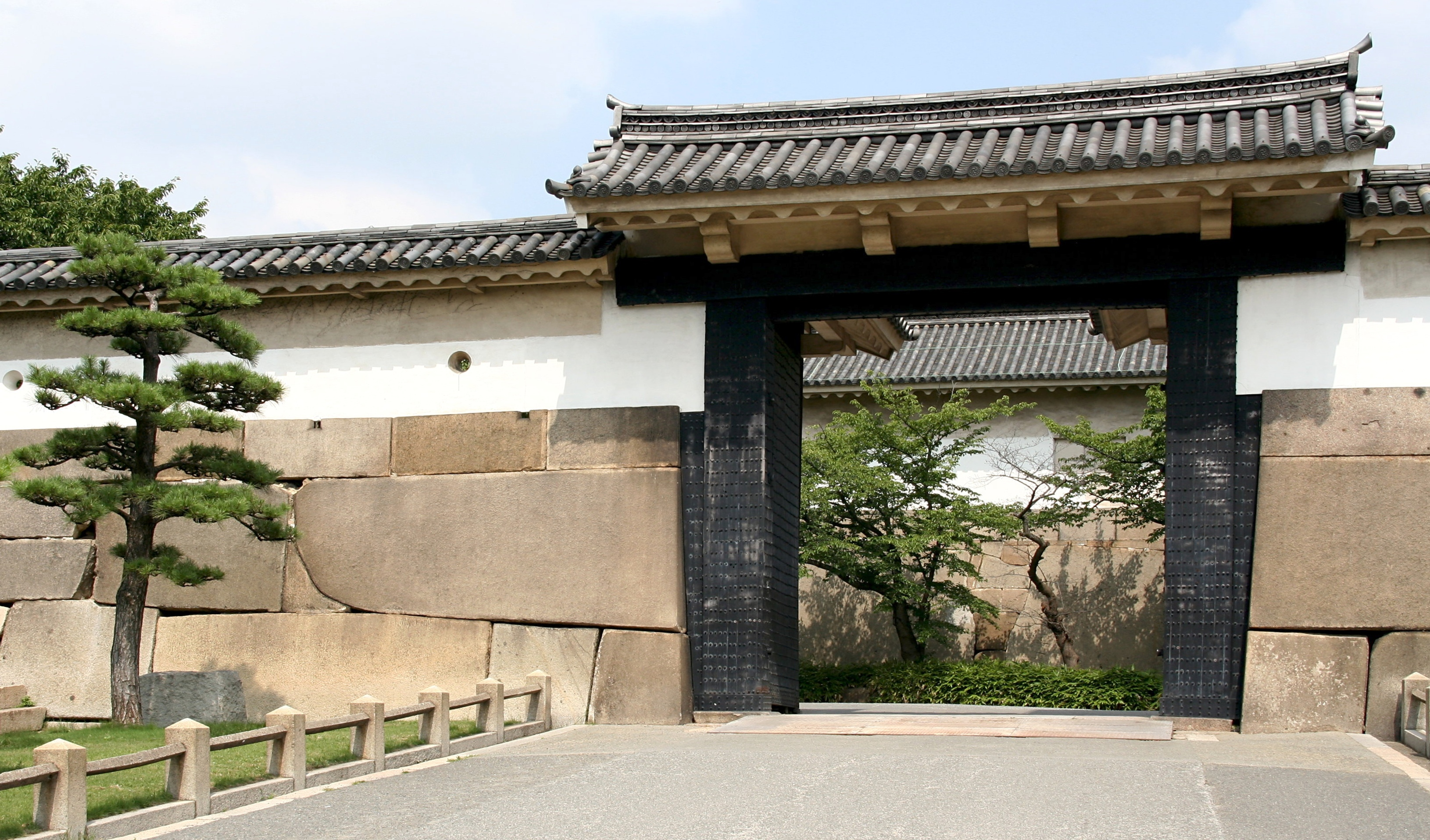
大手門
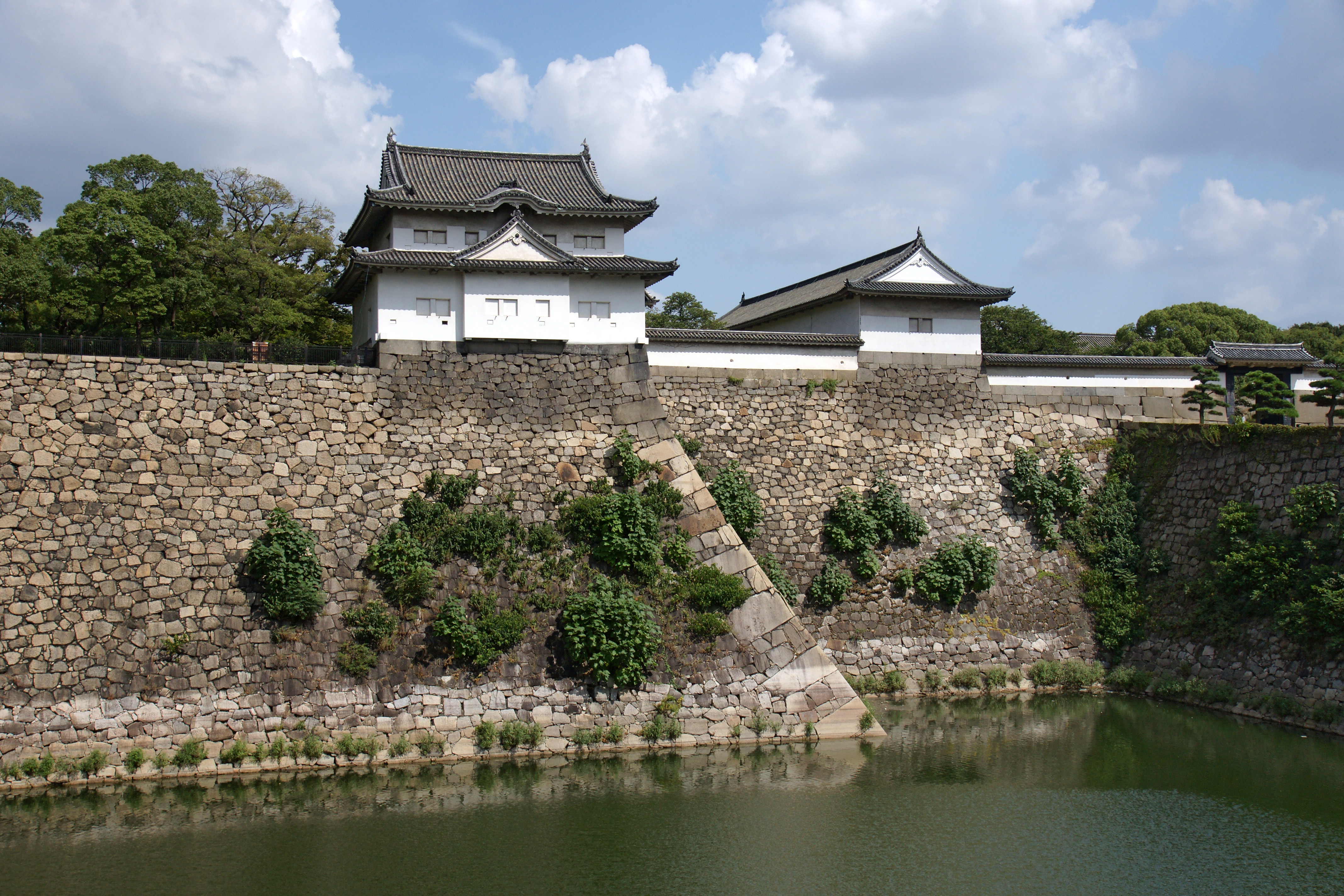
千貫櫓、多聞櫓
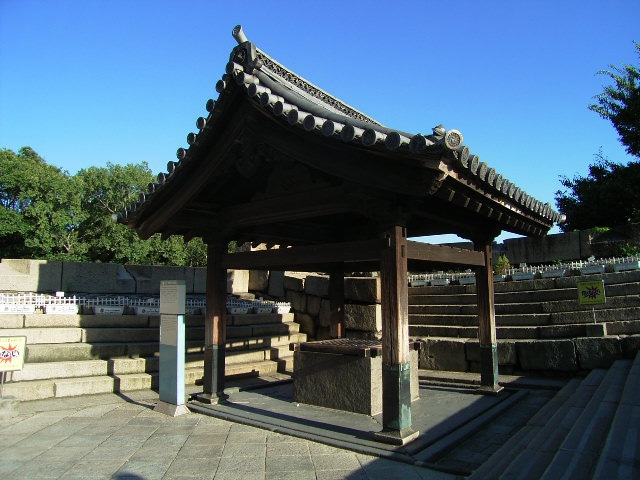
金明水井戸屋形
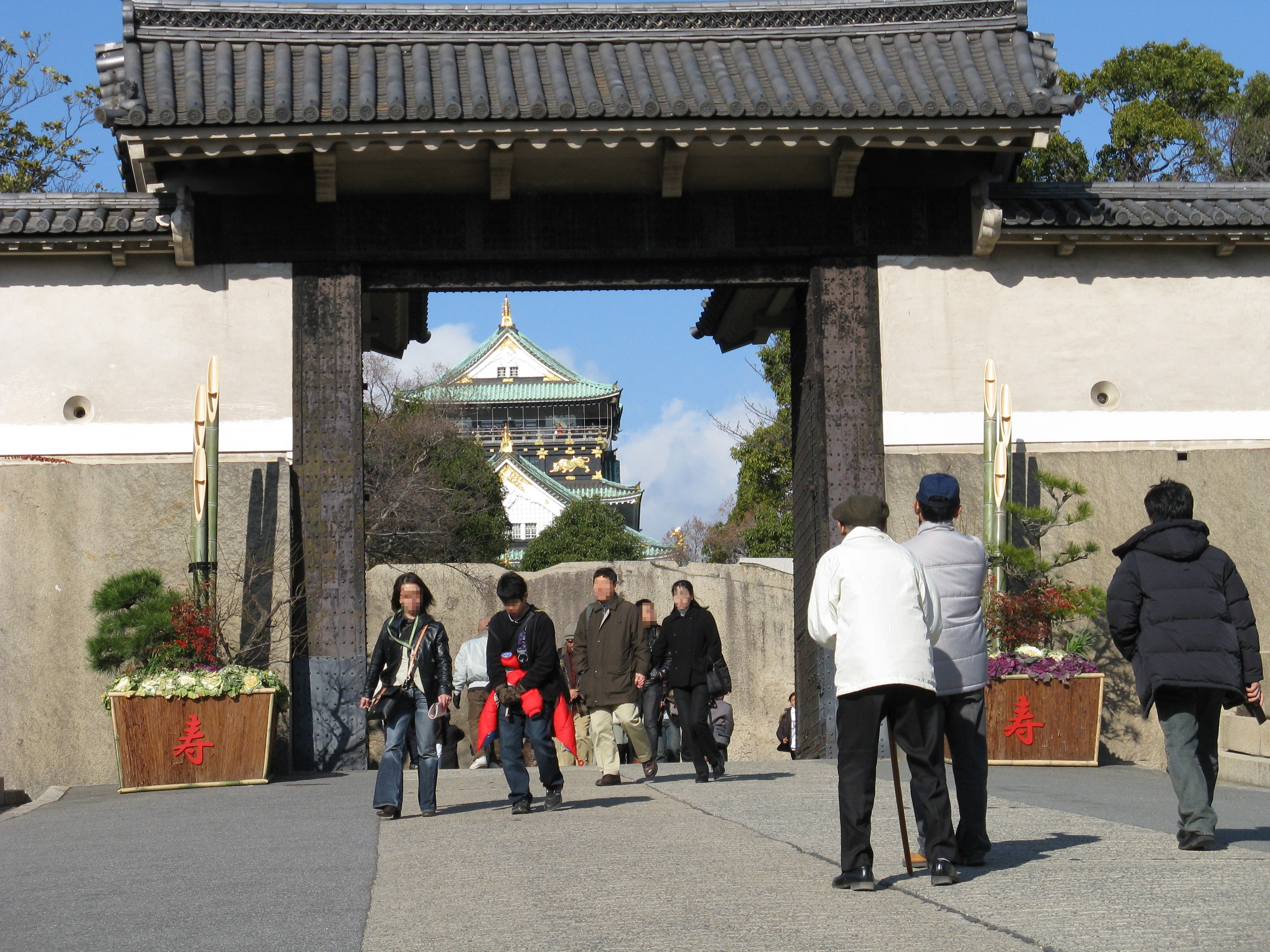
桜門

## 文化財
重要文化財
- 大阪城 13棟
  - 大手門 - 寛永5年（1628年）創建、嘉永元年（1848年）修復[36]
  - 塀 3棟（大手門南方、大手門北方、多聞櫓北方）
  - 多聞櫓（渡櫓、続櫓） - 嘉永元年（1848年）
  - 千貫櫓 - 元和6年（1620年）
  - 乾櫓 - 元和6年（1620年）
  - 一番櫓 - 寛永5年（1628年）
  - 六番櫓 - 寛永5年（1628年）
  - 焔硝蔵 - 貞享2年（1685年）
  - 金蔵 - 江戸時代（寛永2年（1625年）創建）
  - 金明水井戸屋形 - 寛永3年（1626年）
  - 桜門 - 明治20年（1887年）

登録有形文化財
- 「大阪城天守閣」（天守）- 昭和6年（1931年）

特別史跡
- 大坂城跡（1955年6月24日指定）

※本節の出典：大阪府内指定文化財一蘭表（大阪府サイト）

## ギャラリー

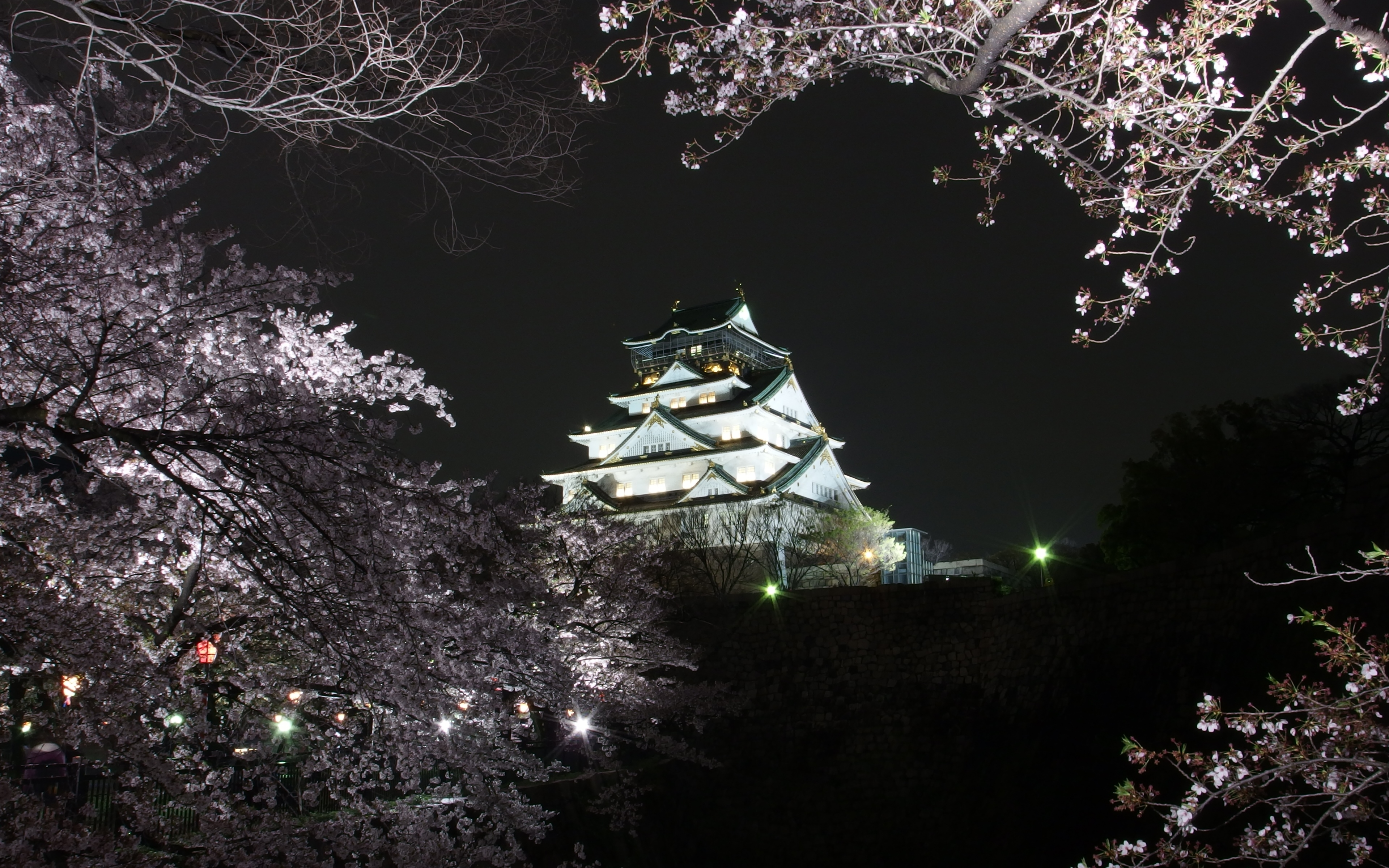
ライトアップされた天守閣
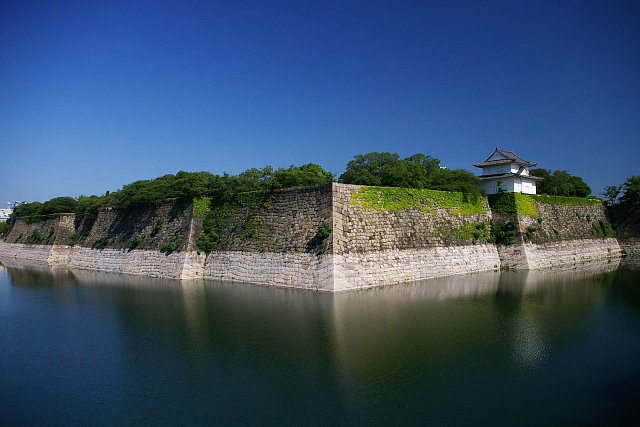
南外濠と一番櫓
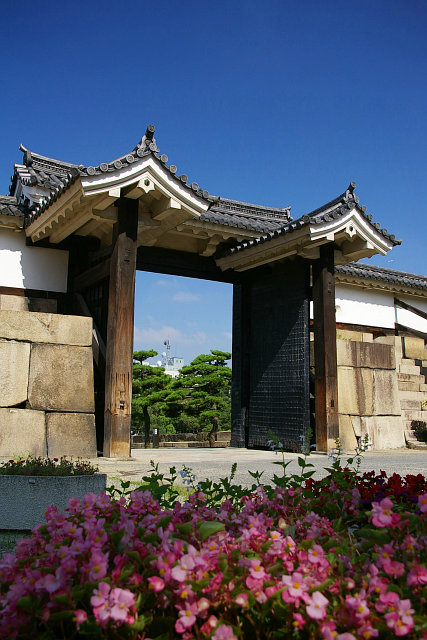
大手門（城内側）
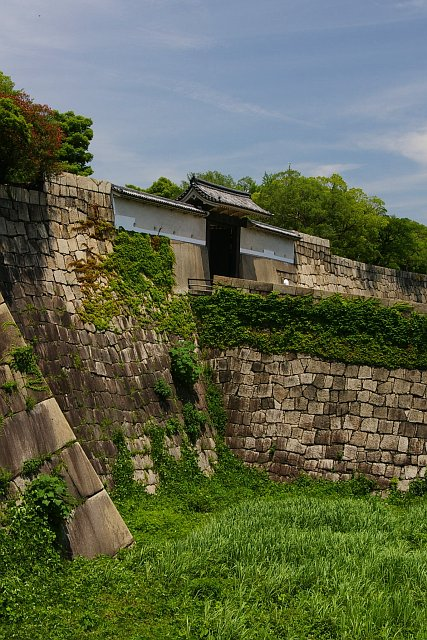
桜門と内壕
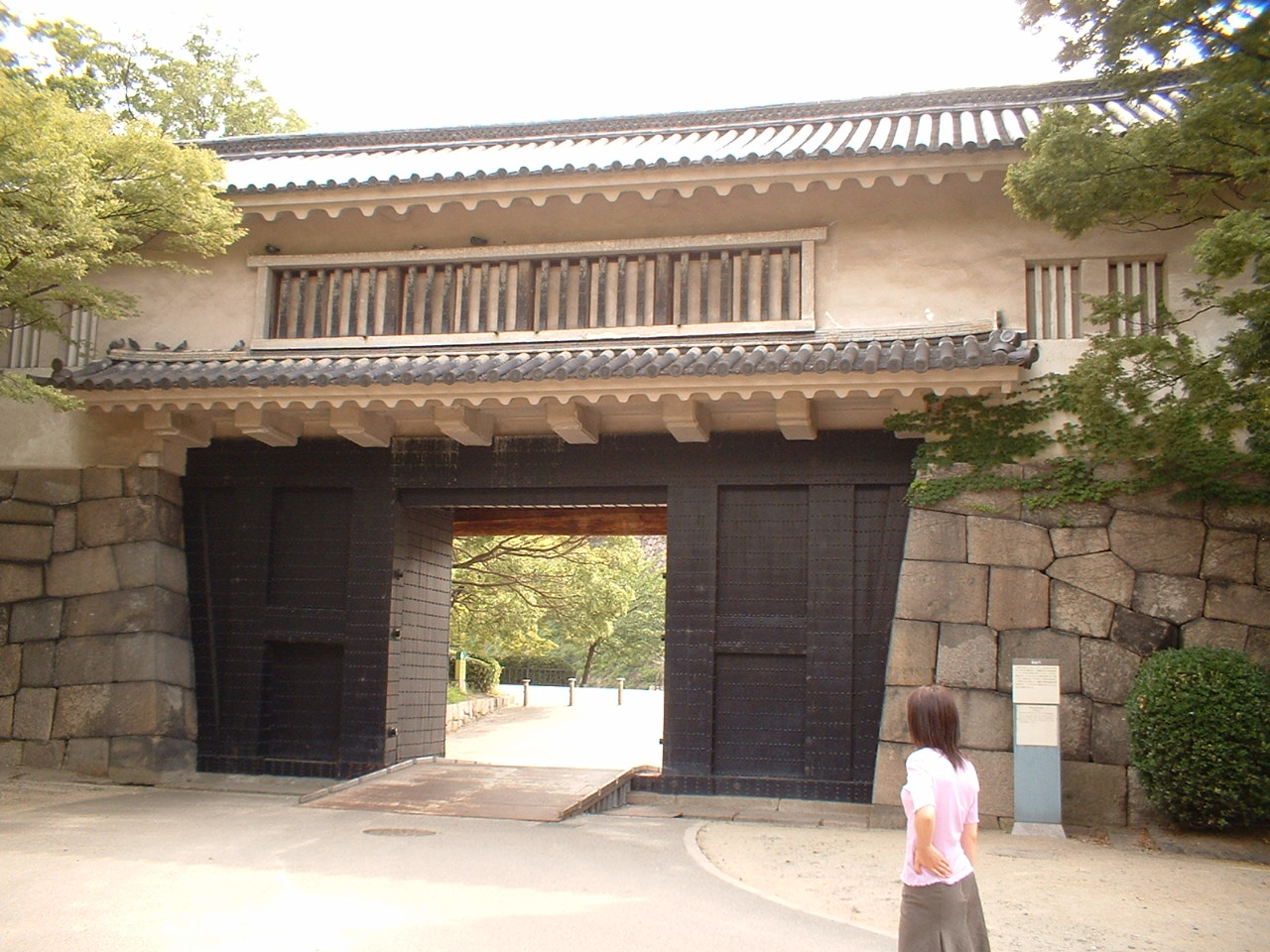
青屋門
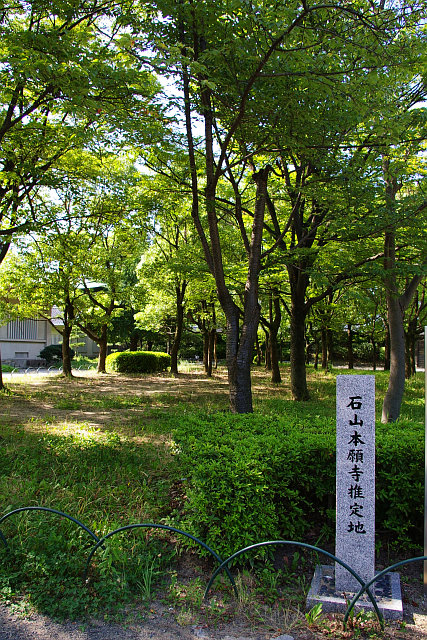
石山本願寺推定地
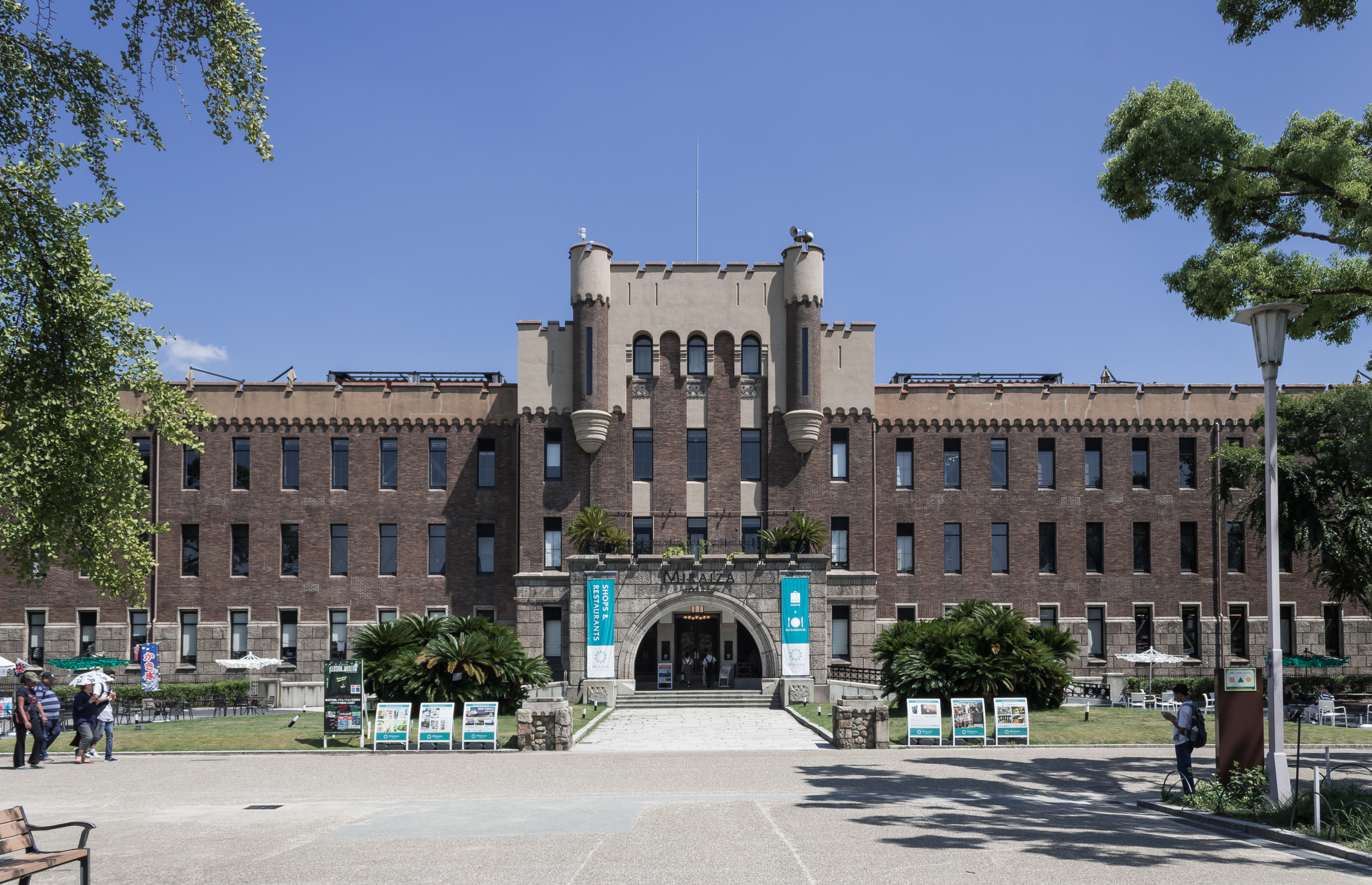
旧第四師団司令部（現ミライザ大阪城）
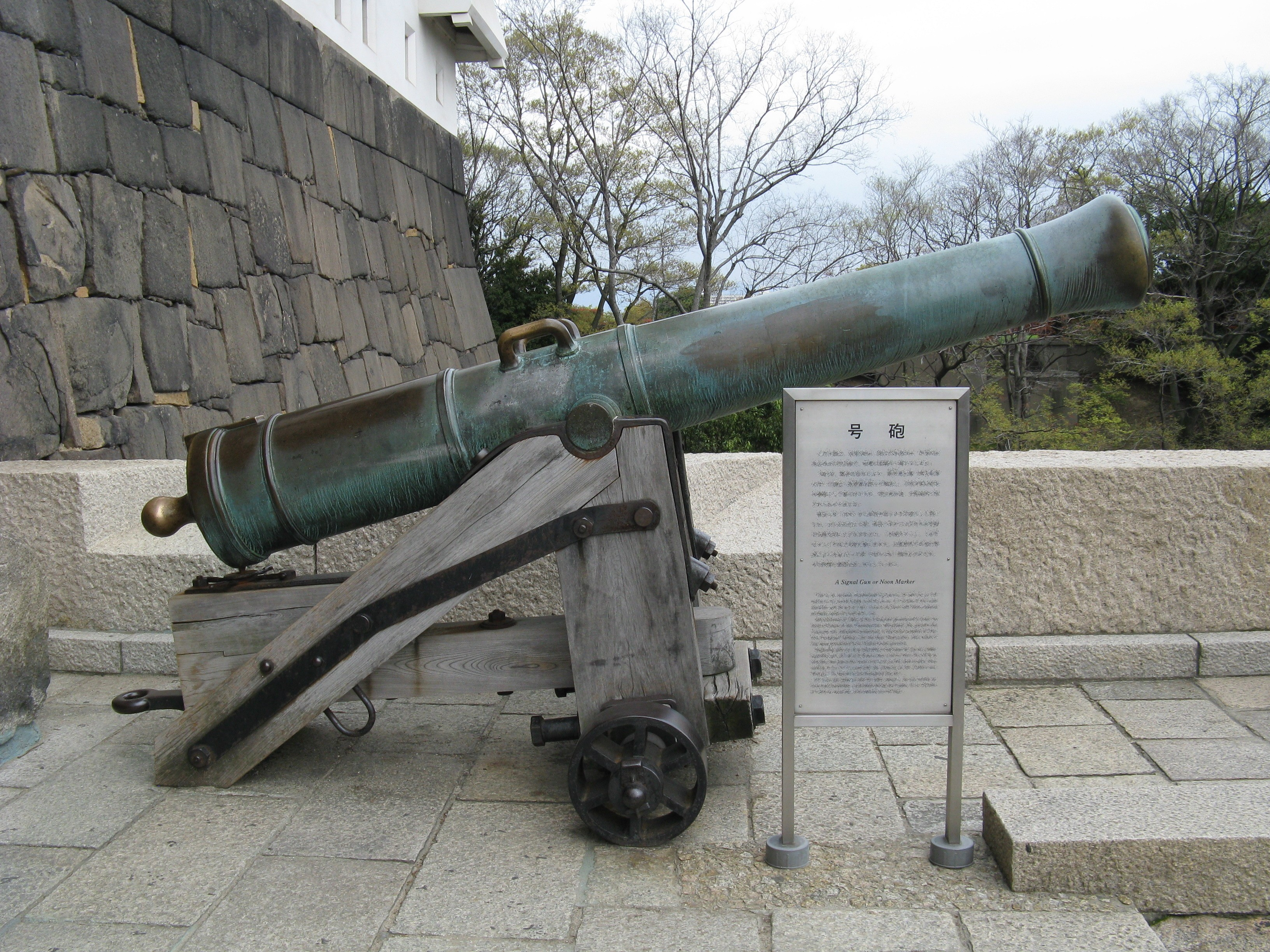
午砲
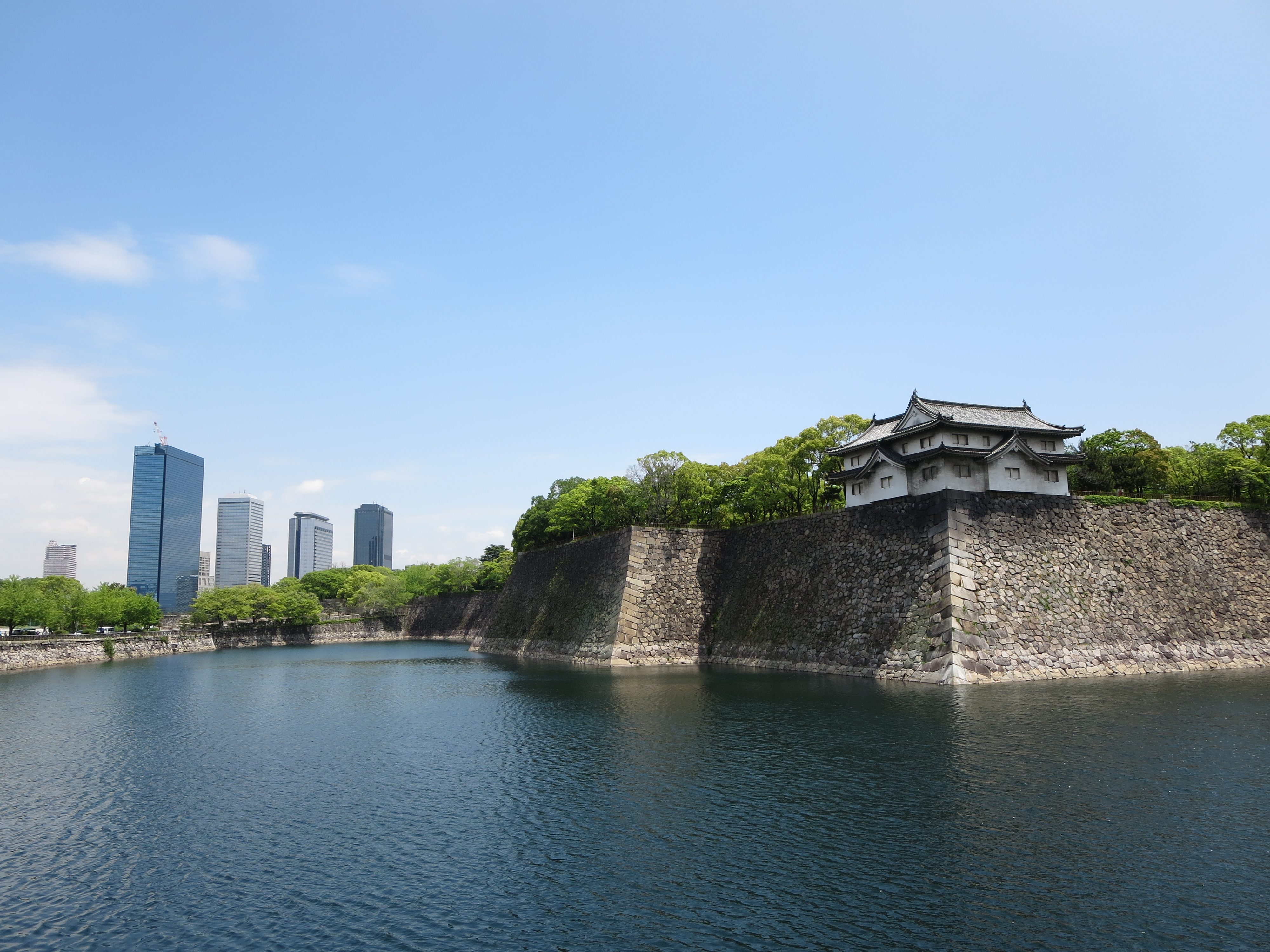
乾櫓と大阪ビジネスパーク
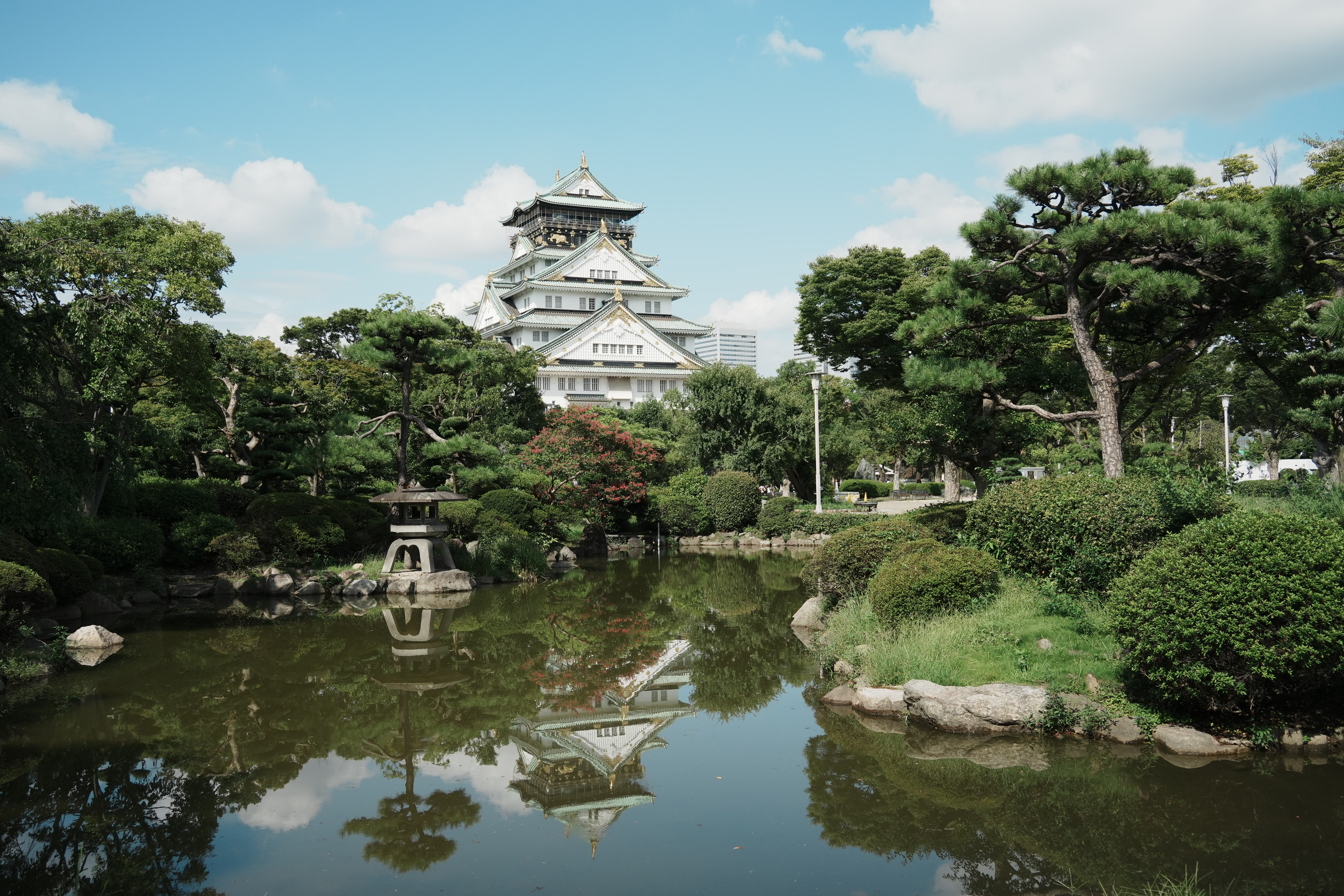
日本庭園に浮かぶ大阪城天守閣

## 所在地
- 大阪府大阪市中央区大阪城1-1

大坂城内（外濠内）の町名は1879年（明治12年）から長らく馬場町だったが、1979年（昭和54年）に外郭を含む大阪城公園の範囲に「大阪城」の新町名が実施された。郵便番号は〒540-0002。

## 交通アクセス
鉄道
- 谷町四丁目駅（Osaka Metro谷町線・中央線）
- 天満橋駅（京阪本線・中之島線、Osaka Metro谷町線）
- 大阪ビジネスパーク駅（Osaka Metro長堀鶴見緑地線）
- 大阪城公園駅（大阪環状線）
- 森ノ宮駅（大阪環状線、Osaka Metro中央線・長堀鶴見緑地線）

路線バス
- 大手前停留所（大阪シティバス62号系統）
- 馬場町停留所（大阪シティバス62号系統）

水上バス
- 大阪城港（アクアライナー）

## 姉妹城郭・友好城郭
姉妹城郭
- 長浜城

1983年（昭和58年）4月29日に提携。両城とも豊臣秀吉が築城したことから、姉妹城郭となった。
- 和歌山城

1985年（昭和60年）11月2日に提携。和歌山城は豊臣秀吉の弟秀長が築城したことから、姉妹城郭となった。また江戸時代になると、大坂城は2代将軍秀忠の直轄となり和歌山城は弟頼宣に与えられた点も、姉妹関係といえる。
友好城郭
- 上田城

2006年（平成18年）10月10日、大阪市の關淳一市長と上田市の母袋創一市長が、大阪城天守閣二階会議室で提携書に調印。上田城と大阪城は、結果こそ異なるものの共に徳川の大軍により二度の攻撃を受け、上田城では真田昌幸が、大阪城では真田幸村（昌幸の次子信繁）が城方で大活躍している。このつながりから、友好城郭となった。
- エッゲンベルク城

2009年（平成21年）10月02日調印オーストリア第2の都市グラーツのエッゲンベルク城（城というより館ではあるが）で豊臣秀吉の大坂城と城下町を描いた、屏風絵が発見されたことがきっかけで友好城郭となった。

## 関連作品
絵画
- 豊臣大坂城
  - 大坂城図屏風 - 大阪城天守閣所蔵
  - 京・大坂図屏風 - 大阪歴史博物館所蔵
  - 大坂冬の陣図屏風 - 国立博物館所蔵
  - 大坂夏の陣図屏風 - 大阪城天守閣所蔵
  - 豊臣期大坂図屏風 - オーストリア・エッゲンベルク城所蔵
- 徳川大坂城
  - 大坂市街図屏風 - 個人蔵
  - 大坂市街・淀川堤図屏風 - 大阪城天守閣所蔵

### 登場作品
映画
- 猿飛佐助 千丈ヶ嶽の火祭（1950年・大映）
- 鞍馬天狗 角兵衛獅子（1951年・松竹）
- 千姫（1954年・大映）
- 続南国太平記　薩南の嵐（1954年・大映）
- 大坂城物語（1961年・東宝）
- お吟さま（1962年・松竹）
- 千姫と秀頼（1962年・東映）
- 新忍びの者（1963年・大映）
- 真田風雲録（1963年・東映）
- 真田幸村の謀略（1979年・東映）
- 忍者武芸帖 百地三太夫（1980年・東映）
- 利休（1989年・松竹）
- 梟の城（1999年・東宝）
- 木更津キャッツアイワールドシリーズ（2006年・東京放送）
- 茶々 天涯の貴妃（2007年・東映）
- 特命係長 只野仁 最後の劇場版（2008年・松竹）
- GOEMON（2009年・松竹）
- 八日目の蝉（2011年・松竹）
- 真田十勇士（2016年・松竹）
- 関ヶ原（2017年・東宝）
- 大阪の宿（1954年、新東宝、監督五所平之助）
- ゴジラシリーズ
  - 「ゴジラの逆襲」
  - 「ゴジラvsビオランテ」
- 昭和ガメラシリーズ
  - 「大怪獣決闘 ガメラ対バルゴン」
  - 「ガメラ対大魔獣ジャイガー」
- 「長篇怪獣映画ウルトラマン」
- 「野獣刑事」
- 「ブラック・レイン」
- 「プリンセス・トヨトミ」
- 「妖怪大戦争 (2005年の映画)」：作中で機怪によって破壊される
- やさしい狼犬部隊

テレビゲーム
- CAPCOM VS. SNK 2（ドリームキャスト、PlayStation 2、ニンテンドー ゲームキューブ、Xbox）
- 龍が如く2（PlayStation 2）
- 戦国無双シリーズ（PlayStation 2、Xbox）
- 戦国BASARAシリーズ（PlayStation 2、PlayStation 3、Wii）

アーケードゲーム
- 戦国大戦:ver3.1 -1615 大阪燃ゆ、世は夢の如く-にて大坂城を舞台にしたステージが追加された。また、同バージョンにてストーリーモード「群雄伝」で大阪の陣に関するストーリーも追加された。
- 湾岸ミッドナイト MAXIMUM TUNEシリーズ:湾岸ミッドナイト MAXIMUM TUNE 3から登場した阪神エリアにて登場する。また、それにまつわる称号も存在する。

小説
- 「プリンセス・トヨトミ」
- 「城塞」
- 「最後の将軍 徳川慶喜」
- 「城なかの人」
- 「とっぴんぱらりの風太郎」

テレビドラマ
- わが恋いせし淀君（1961年・日本テレビ）
- 徳川家康（1964年・テレビ朝日）
- NHK大河ドラマ（NHK）
  - 太閤記（1965年）
  - 春の坂道（1971年）
  - 黄金の日日（1978年）
  - おんな太閤記（1981年）
  - 徳川家康（1983年）
  - 独眼竜政宗（1987年）
  - 春日局（1989年）
  - 琉球の風（1993年）
  - 秀吉（1996年）
  - 徳川慶喜（1998年）
  - 葵 徳川三代（2000年）
  - 利家とまつ〜加賀百万石物語〜（2002年）
  - 武蔵 MUSASHI（2003年）
  - 新選組！（2004年）
  - 功名が辻（2006年）
  - 篤姫（2008年）
  - 天地人（2009年）
  - 江〜姫たちの戦国〜（2011年）
  - 軍師官兵衛（2014年）
  - 真田丸（2016年）
- 新選組血風録（1965年・テレビ朝日）
- 功名が辻（1966年・テレビ朝日）
- 真田幸村（1966年・TBS）
- 千姫（1966年・毎日放送）
- 剣（大坂夏の陣）（1967年・日本テレビ）
- お吟さま（1968年・テレビ朝日）
- 戦国艶物語（1969年・朝日放送）
- 徳川秀忠の妻（1969年・フジテレビ「おんなの劇場」）
- 大坂城の女（1970年・関西テレビ）
- 大忠臣蔵（1971年・テレビ朝日）
- 落城の舞い（1972年・フジテレビ）
- 隼人が来る（1972年・フジテレビ）
- 出雲の阿国（1973年・テレビ朝日）
- 新選組（1973年・フジテレビ）
- 斬り抜ける・俊平ひとり旅（1974年・朝日放送）
- 運命峠（1974年・関西テレビ）
- もう一人の不龍獅子虎 大友宗麟（1978年・NHK）
- 猿飛佐助（1980年・日本テレビ）
- 関ヶ原（1981年・TBS）
- 千姫春秋記（1981年・日本テレビ）
- おんな霧隠才蔵 戦国忍者風雲録（1982・フジテレビ）
- 戦国の女たち（1982年・フジテレビ）
- 大奥（1983年・関西テレビ）
- 女たちの大坂城（1983年・よみうりテレビ）
- 真田太平記（1985年・NHK）
- 野風の笛（1987年・日本テレビ）
- 徳川家康（1988年・TBS）
- 女たちの百万石（1988年・日本テレビ）
- 愛に燃える戦国の女（1988年・TBS）
- 長七郎江戸日記（第2部）（1988年・日本テレビ）
- 風雲!真田幸村（1989年・テレビ東京）
- 天下を獲った男 豊臣秀吉（1993年・TBS）
- 徳川武芸帳 柳生三代の剣（1993年・テレビ東京）
- 独眼竜の野望 伊達政宗（（1993年・テレビ朝日）
- 愛と野望の独眼竜　伊達政宗（1995年・TBS）
- 豊臣秀吉 天下を獲る!（1995年・テレビ東京）
- 司馬遼太郎の功名が辻（1997年・テレビ朝日）
- 家康が最も恐れた男 真田幸村（1998年・テレビ東京）
- 影武者徳川家康（1998年・テレビ朝日）
- 加賀百万石〜母と子の戦国サバイバル（1999年・NHK）
- けろりの道頓 秀吉と女を争った男（1999年・関西テレビ）
- ホーム＆アウェイ（2002年・フジテレビ）
- 大奥（2003年・フジテレビ）
- 大友宗麟〜心の王国を求めて（2004年・ＮＨＫ正月時代劇）
- 風のハルカ（2005年・ＮＨＫ連続テレビ小説）
- 河井継之助 駆け抜けた蒼龍（2005年・日本テレビ）
- がんばっていきまっしょい（2005年・フジテレビ）
- 戦国自衛隊・関ヶ原の戦い（2006年・日本テレビ）
- 芋たこなんきん（2006年・ＮＨＫ連続テレビ小説）
- ハタチの恋人（2007年・ＴＢＳ）
- ちりとてちん（2007年・ＮＨＫ連続テレビ小説）
- 徳川家康と三人の女（2008年・テレビ朝日）
- 寧々〜おんな太閤記（2009年・テレビ東京）
- 帰ってこさせられた３３分探偵（2009年・フジテレビ）
- てっぱん（2010年・ＮＨＫ連続テレビ小説）
- 影武者徳川家康（2014年・テレビ東京）
- 極悪がんぼ（2014年・フジテレビ）
- まれ（2015年・ＮＨＫ連続テレビ小説）
- 大阪環状線　ひと駅ごとの愛物語（2016年・関西テレビ）
- 石川五右衛門（2016年・テレビ東京）
- ウルトラシリーズ
  - 「ウルトラマン」：第27話「怪獣殿下（後編）」にてゴモラによって破壊される。
  - 「ウルトラマンダイナ」
- 仮面ライダーシリーズ
  - 仮面ライダーW

漫画・アニメ
- キン肉マン
- へうげもの
- 名探偵コナン
  - 名探偵コナン 世紀末の魔術師

## その他
- 1970年（昭和45年）に開催された日本万国博覧会での松下電器（現・パナソニック）と毎日新聞の企画によるタイムカプセルが天守閣前に5,000年後に開封されることを託して埋設されている。
- ダイハツ工業製のオート三輪前部に取り付けたあったエンブレムは大坂城のイラストを使用していた。
- 現在、大阪城は本丸、二の丸、三の丸（北の丸）、西の丸の各所が公園化され散策を行うことができるが、例外として天守の東側にある大手前配水場と二の丸の東部にある帯曲輪が立入禁止となっている。
- 2013年（平成25年）から大阪城公園の西の丸庭園で、モータースポーツ・フリースタイルモトクロス大会「Red Bull X-Fighters（レッドブル X-ファイターズ）」の会場としても使用されている。
- 大阪市内24区の住居表示における街区符号は、大阪城に最も近い街区を起点として順番に割り振っている[37]。